# Melodifestivalen 2024
Le Melodifestivalen 2024 est le concours de chansons permettant de sélectionner le représentant de la Suède au Concours Eurovision de la chanson 2024. Il comporte cinq demi-finales (Deltävling) et une finale. Le concours débute le 3 février 2024 à raison d'une émission chaque samedi à 20h, la finale ayant lieu le 9 mars 2024. Il est remporté par le duo norvégien Marcus & Martinus avec sa chanson Unforgettable.

## Format
Comme tous les ans, c'est par le biais du Melodifestivalen que sont choisis l'interprète et la chanson qui représenteront la Suède au Concours Eurovision de la chanson. La sélection, dont le format évolue pour cette édition, se déroule en six émissions et voit trente artistes participants, contre vingt-huit précédemment. Elle comporte désormais cinq demi-finales de six participants.
Chaque demi-finale contient deux temps de vote après les prestations. Lors du premier, l'artiste ayant reçu le plus grand nombre de voix se qualifie directement pour la finale. Lors du second, les votes sont décomposés par tranche d'âge et chacune d'entre elles attribue 12, 10, 8, 5 et 3 points aux cinq candidats restants. L'artiste recevant le plus de points se qualifie en finale. Les artistes arrivés troisième et quatrième se qualifient pour un vote de repêchage. Ce dernier aura lieu au terme de la cinquième demi-finale. Lors de celui-ci, deux artistes supplémentaire se qualitifient en finale. Le gagnant est alors sélectionné parmi les douze artistes encore en lice lors de la finale,.

### Lieux et dates
Le Melodifestivalen a, traditionnellement, un format itinérant à travers la Suède. Les lieux accueillant édition 2024 sont confirmés le 20 septembre 2023.
| Emission        | Ville      | Lieu               | Date       |
| --------------- | ---------- | ------------------ | ---------- |
| 1re demi-finale | Malmö      | Malmö Arena        | 3 février  |
| 2e demi-finale  | Göteborg   | Scandinavium       | 10 février |
| 3e demi-finale  | Växjö      | Vida Arena         | 17 février |
| 4e demi-finale  | Eskilstuna | Stiga Sports Arena | 24 février |
| 5e demi-finale  | Karlstad   | Löfbergs Arena     | 2 mars     |
| Finale          | Stockholm  | Friends Arena      | 9 mars     |

### Présentatrice

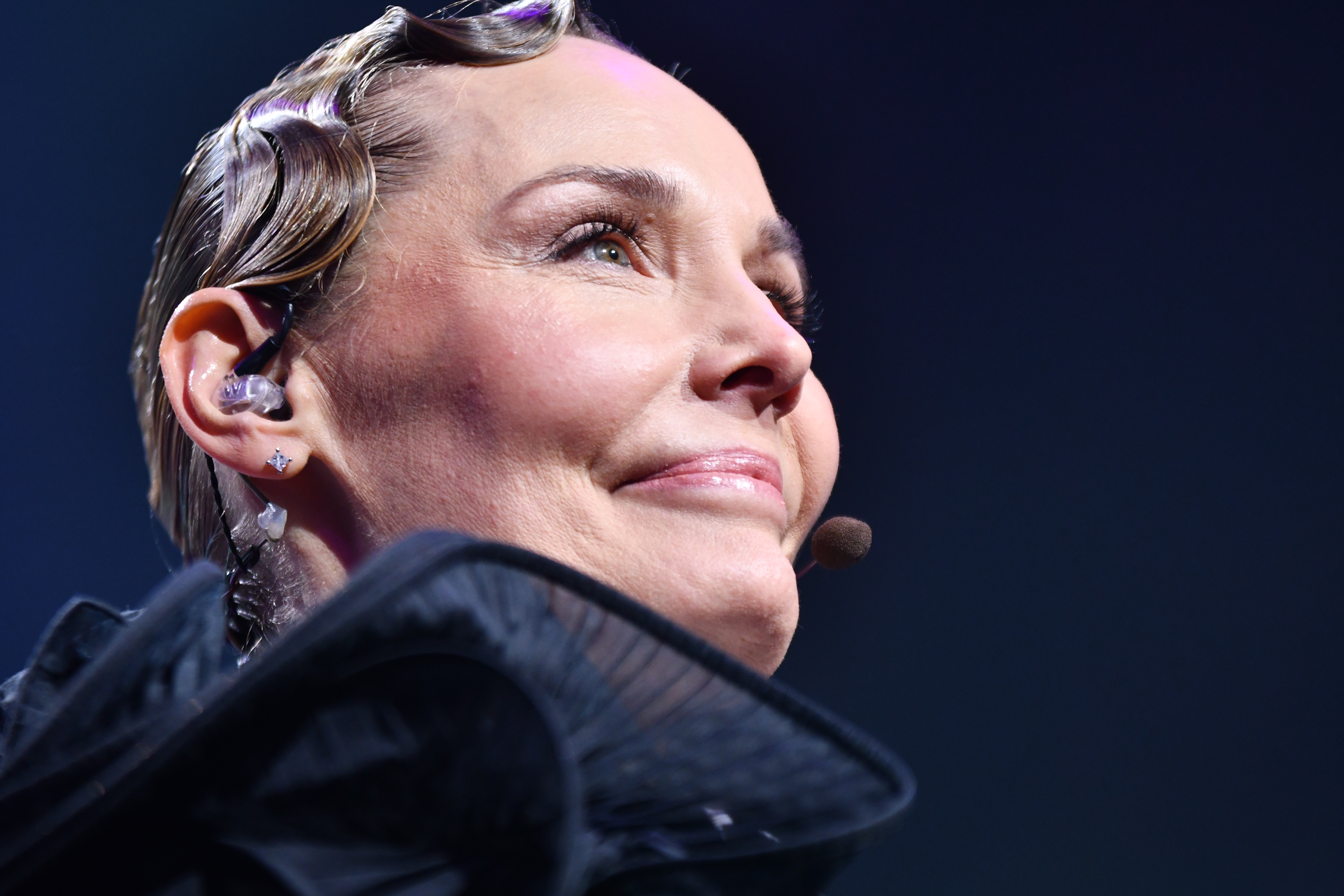
Carina Berg lors de la deuxième demi-finale du Melodifestivalen 2024.

Le 12 janvier 2024, le diffuseur suédois SVT annonce que le Melodifestivalen 2024 sera présenté par Carina Berg.

## Participants
Le diffuseur suédois SVT ouvre, du 25 août au 15 septembre 2023 la période de dépôt des candidatures. Au terme de celle-ci, 2 624 candidatures ont été reçues par SVT. De ces candidatures, 15 sont sélectionnés par un jury de sélection et 15 par un comité dédié chez SVT. Les trente participants sont annoncés le 1er décembre 2023.
| Artiste            | Musique                            | Auteur(s) |
| ------------------ | ---------------------------------- | --- |
| Adam Woods         | Supernatural                       | Adam Woods, Calle Hellberg, Jonna Hall, William Segerdahl                                                                          |
| Albin Tingwall     | Done Getting Over You              | Jimmy "Joker" Thörnfeldt, Joy Deb, Linnea Deb                                                                                      |
| Annika Wickihalder | Light                              | Annika Wickihalder, Herman Gardarfve, Linnea Gawell, Patrik Jean                                                                   |
| Cazzi Opeia        | Give My Heart a Break              | Ellen Berg, Jimmy Jansson, Moa Carlebecker, Thomas G:son                                                                           |
| Chelsea Muco       | Controlla                          | Anderz Wrethov, Chelsea Muco, Elsa Carmona Oljelund, Fernand MP, Karl Flyckt, Pa Modou                                             |
| C-Joe              | Ahumma                             | Charles Koroma, Diana Kambugu, Michael Didriksson, Palle Hammarlund, Tony Malm, Twice Ice                                          |
| Clara Klingenström | Aldrig mer                         | Bobby Ljunggren, Clara Klingenström, David Lindgren Zacharias                                                                      |
| Danny Saucedo      | Happy That You Found Me            | Kristoffer Fogelmark, John Martin, Michel Zitron                                                                                   |
| Dear Sara          | The Silence After You              | Benjamin Rosenbohm, Jonas Thander, Marcus Winther-John, Sara Nutti                                                                 |
| Dotter             | It's Not Easy to Write a Love Song | Dino Medanhodzic, Johanna Jansson                                                                                                  |
| Elecktra           | Banne maj                          | Anderz Wrethov, Elin Wrethov, Jonny Werner, Robin Werner                                                                           |
| Elisa Lindström    | Forever Yours                      | Elisa Lindström, Erik Bernholm, Henric Axelsson, Henrik Sethsson, Thomas G:son                                                     |
| Engmans Kapell     | Norrland                           | Larry Forsberg, Lennart Wastesson, Sven-Inge Sjöberg                                                                               |
| Fröken Snusk       | Unga & fria                        | Sara Ryan |
| Gunilla Persson    | I Won't Shake (La La Gunilla)      | Fredrik Andersson |
| Jacqline           | Effortless                         | Dino Medanhodzic, Jacqline Mossberg Mounkassa, Jimmy Jansson, Moa Carlebecker, Thomas G:son                                        |
| Jay Smith          | Back to My Roots                   | Jay Smith, Jonas Jurström, Jonathan Keyes, Maria Jane Smith, Victor Thell                                                          |
| Kim Cesarion       | Take My Breath Away                | Albin Johnsén, Christoffer Johansson, Kim Cesarion, Mattias Andréasson, William Segerdahl                                          |
| Klaudy             | För dig                            | William Schenberg, Åke Olofsson |
| Lasse Stefanz      | En sång om sommaren                | Anders Wigelius, Anderz Wrethov, Robert Norberg                                                                                    |
| Lia Larsson        | 30 km/h                            | Axel Schylström, Jimmy Jansson, Lia Larsson, My Söderholm, Thomas G:son                                                            |
| Liamoo             | Dragon                             | Anderz Wrethov, Jimmy "Joker" Thörnfeldt, Julie "Kill J" Aagaard, Liam Cacatian Thomassen                                          |
| Lisa Ajax          | Awful Liar                         | David Lindgren Zacharias, Sebastian Atas, Victor Crone, Victor Sjöström                                                            |
| Marcus & Martinus  | Unforgettable                      | Jimmy "Joker" Thörnfeldt, Joy Deb, Linnea Deb, Marcus Gunnarsen, Martinus Gunnarsen                                                |
| Maria Sur          | When I'm Gone                      | Anderz Wrethov, Jimmy "Joker" Thörnfeldt, Julie "Kill J" Aagaard, Maria Sur                                                        |
| Medina             | Que Sera                           | Ali Jammali, Anderz Wrethov, Jimmy "Joker" Thörnfeldt, Sami Rekik                                                                  |
| Melina Borglowe    | Min melodi                         | Andreas Mattsson, Melina Borglowe, Thomas G:son                                                                                    |
| Samir & Viktor     | Hela världen väntar                | David Kreuger, Fredrik Kempe, Niklas Carson Mattsson                                                                               |
| Scarlet            | Circus X                           | Emil Behmer, Henric Pierroff, Ian-Paolo Lira, Jessica Rachel Chertock, Scarlet, Simon Boustedt, Staffan Amberlind, Thirsty         |
| Smash Into Pieces  | Heroes Are Calling                 | Andreas "Giri" Lindbergh, Benjamin Jennebo, Chris Adam Hedman Sörbye, Jimmy "Joker" Thörnfeldt, Joy Deb, Linnea Deb, Per Bergquist |

## Demi-finales
- Candidat qualifié en finale
- Candidat en repêchage

### Première demi-finale − Malmö
La première demi-finale a lieu le 3 février 2024 en direct de la Malmö Arena à Malmö.
| Détail du télévote du 2e tour | Détail du télévote du 2e tour | Détail du télévote du 2e tour | Détail du télévote du 2e tour | Détail du télévote du 2e tour | Détail du télévote du 2e tour | Détail du télévote du 2e tour | Détail du télévote du 2e tour | Détail du télévote du 2e tour | Détail du télévote du 2e tour |
| #                             | Chanson                       | Groupes d'âge                 | Groupes d'âge                 | Groupes d'âge                 | Groupes d'âge                 | Groupes d'âge                 | Groupes d'âge                 | Groupes d'âge                 | Téléphone                     |
| #                             | Chanson                       | 3-9                           | 10-15                         | 16-29                         | 30-44                         | 45-59                         | 60-74                         | 75+                           | Téléphone                     |
| ----------------------------- | ----------------------------- | ----------------------------- | ----------------------------- | ----------------------------- | ----------------------------- | ----------------------------- | ----------------------------- | ----------------------------- | ----------------------------- |
| 1                             | Supernatural                  | 12                            | 10                            | 10                            | 10                            | 8                             | 8                             | 5                             | 3                             |
| 2                             | Hela världen väntar           | 10                            | 8                             | 8                             | 5                             | 5                             | 5                             | 8                             | 8                             |
| 3                             | Min melodi                    | 3                             | 3                             | 3                             | 3                             | 3                             | 3                             | 3                             | 5                             |
| 4                             | Forever Yours                 | 5                             | 5                             | 5                             | 8                             | 10                            | 12                            | 12                            | 12                            |
| 5                             | Awful Liar                    | 8                             | 12                            | 12                            | 12                            | 12                            | 10                            | 10                            | 10                            |

| # | Artiste           | Chanson             | 1er tour  | 1er tour | 2e tour | 2e tour | 2e tour | Résultat    |
| # | Artiste           | Chanson             | Voix      | Place    | Voix    | Points  | Place   | Résultat    |
| - | ----------------- | ------------------- | --------- | -------- | ------- | ------- | ------- | ----------- |
| 1 | Adam Woods        | Supernatural        | 897 010   | 3        | 479 236 | 66      | 3       | Repêchage   |
| 2 | Samir & Viktor    | Hela världen väntar | 805 045   | 4        | 401 125 | 57      | 4       | Élimination |
| 3 | Melina Borglowe   | Min melodi          | 441 839   | 6        | 169 677 | 26      | 5       | Élimination |
| 4 | Elisa Lindström   | Forever Yours       | 757 042   | 5        | 342 421 | 69      | 2       | Repêchage   |
| 5 | Lisa Ajax         | Awful Liar          | 1 146 470 | 2        | 610 447 | 86      | 1       | Finale      |
| 6 | Smash Into Pieces | Heroes Are Calling  | 1 287 107 | 1        | —       | —       | —       | Finale      |

Galerie
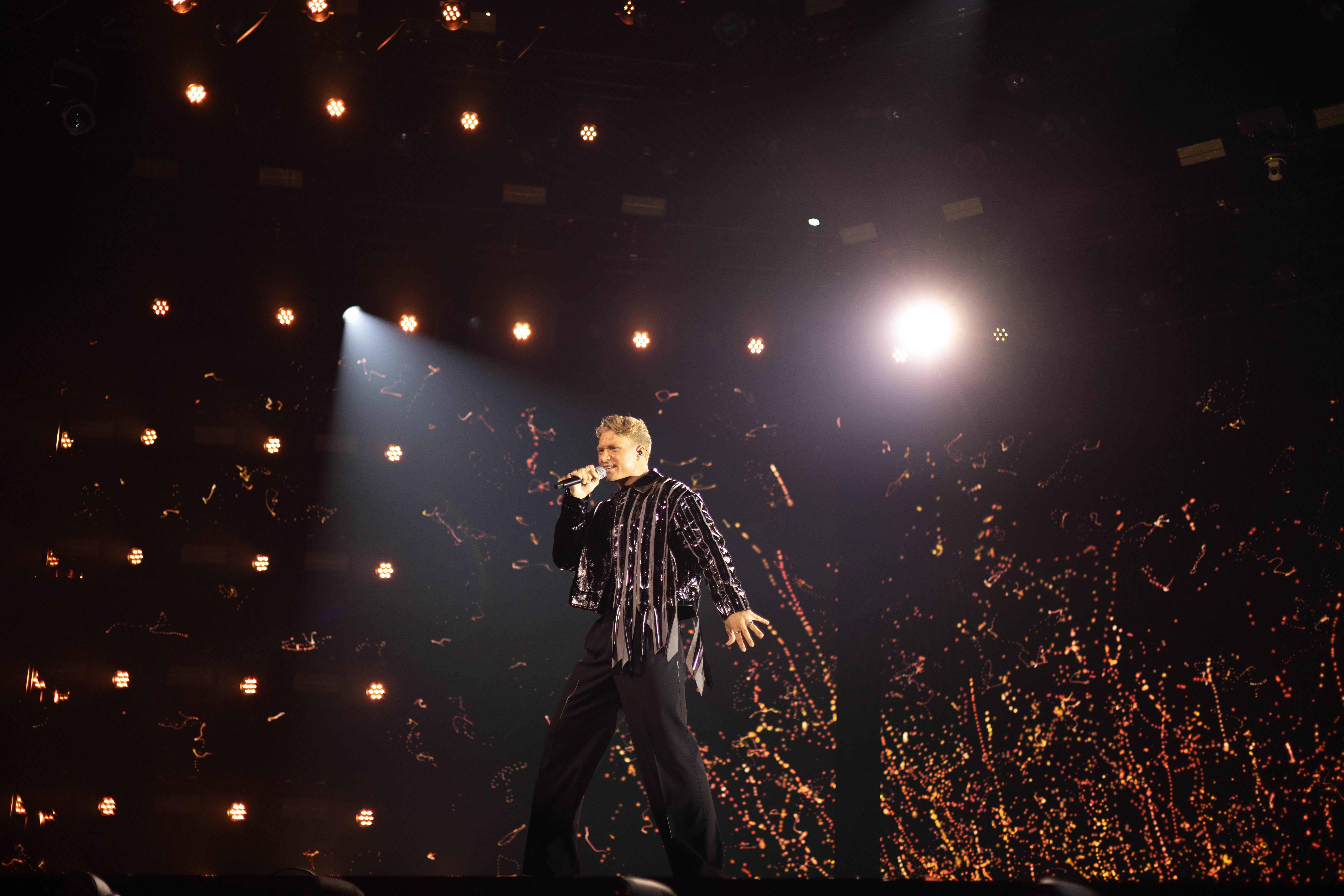
Adam Woods interprétant Supernatural.
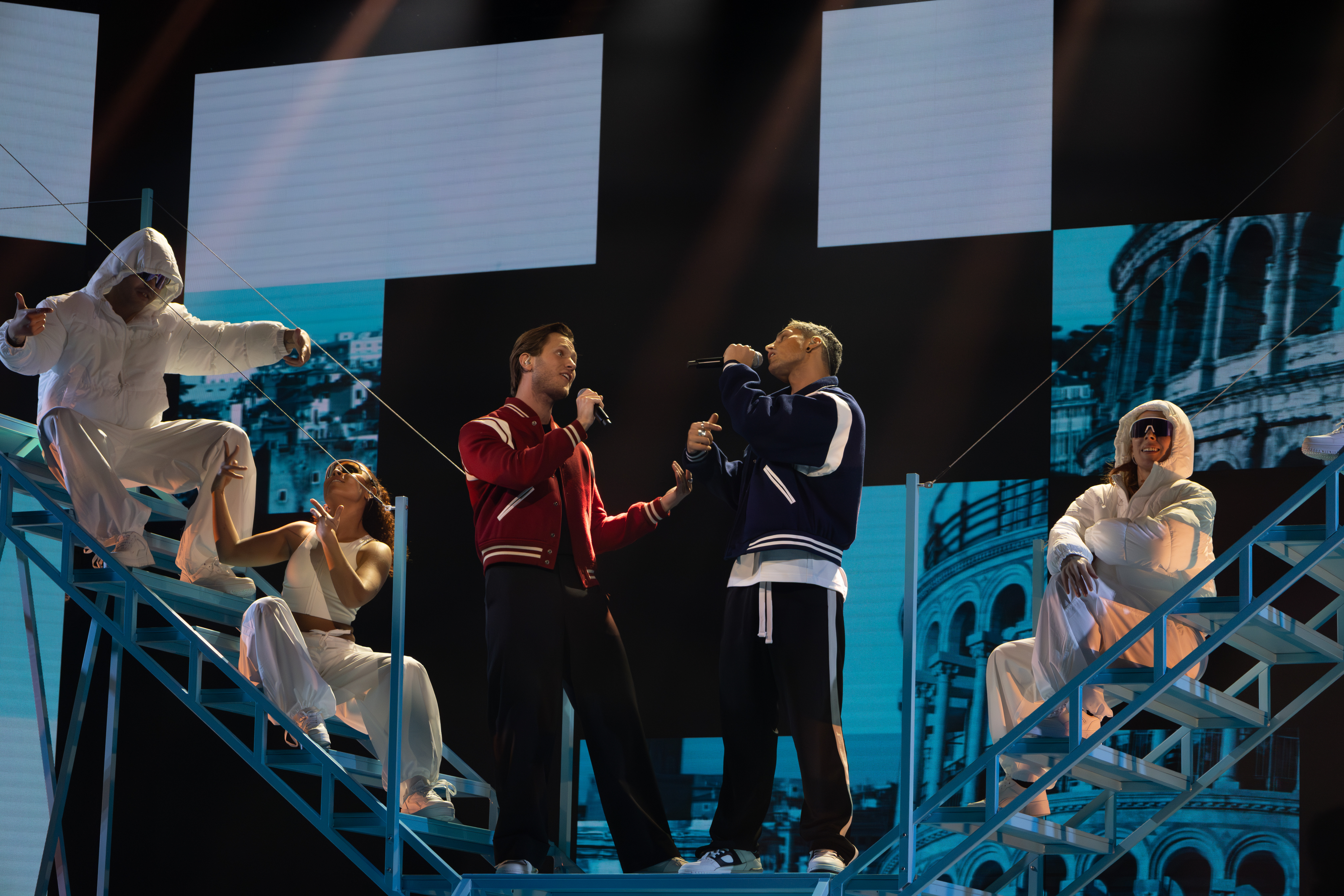
Samir & Viktor interprétant Hela Världen Väntar.
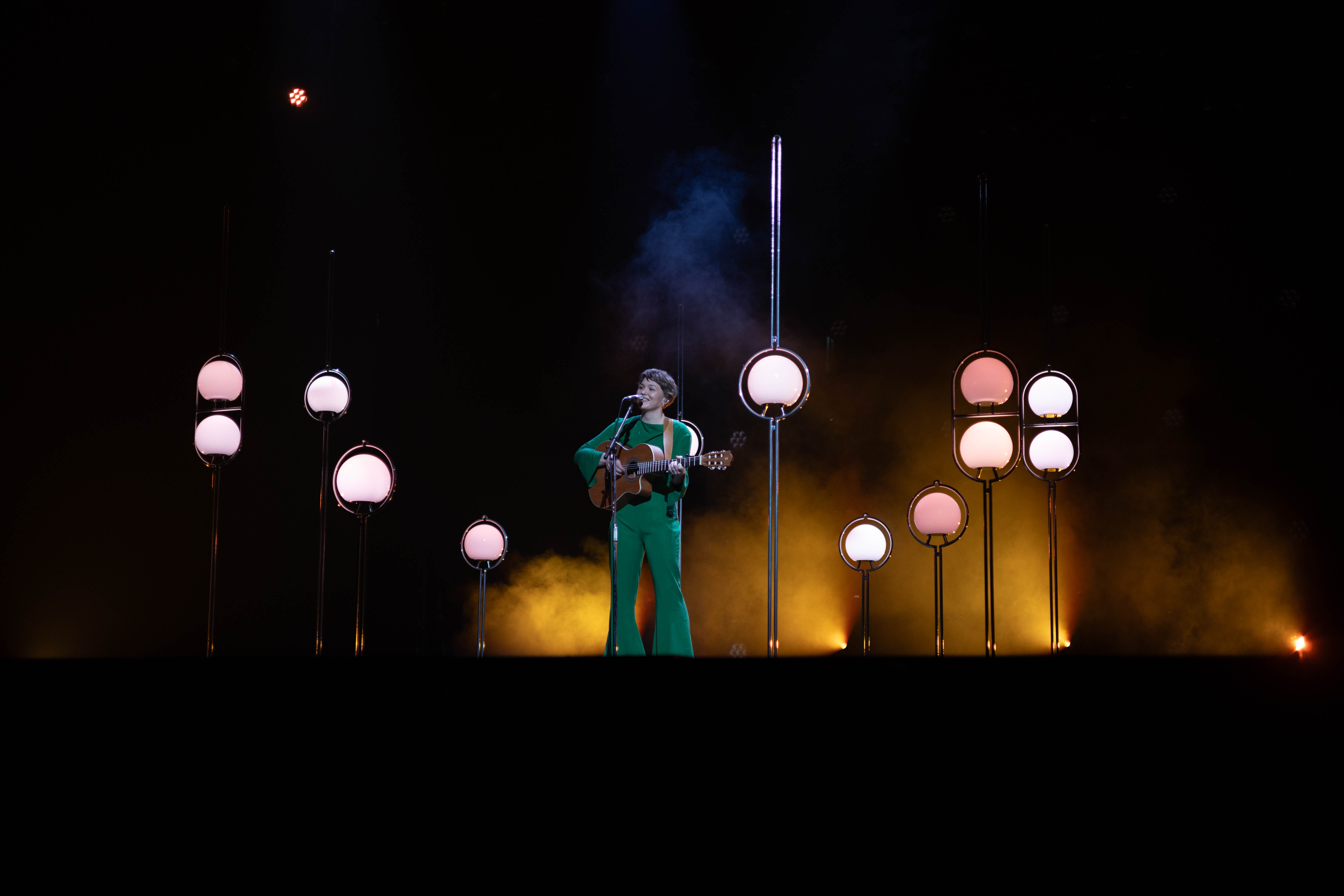
Melina Borglowe interprétant Min Melodi.
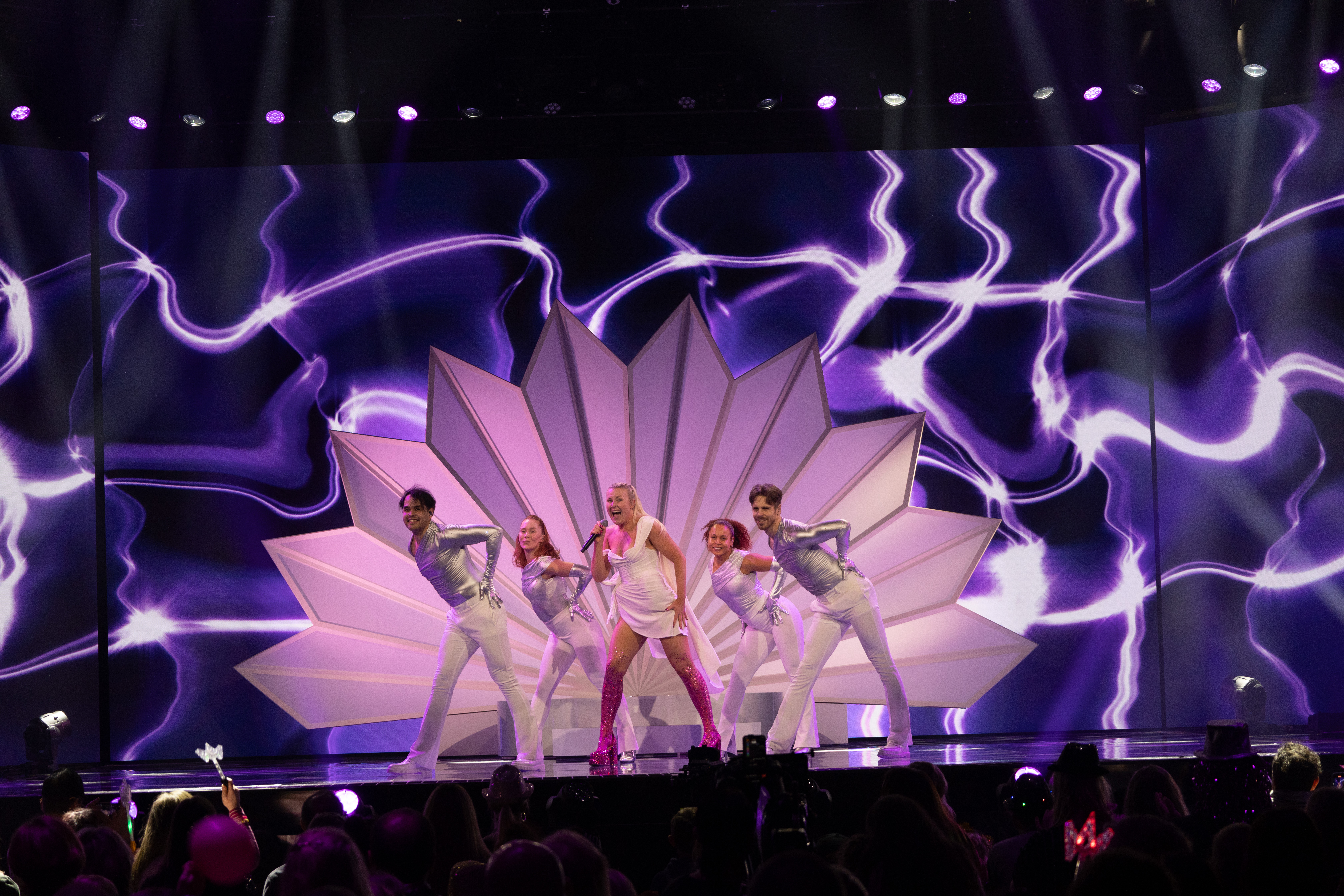
Elisa Lindström interprétant Forever Yours.
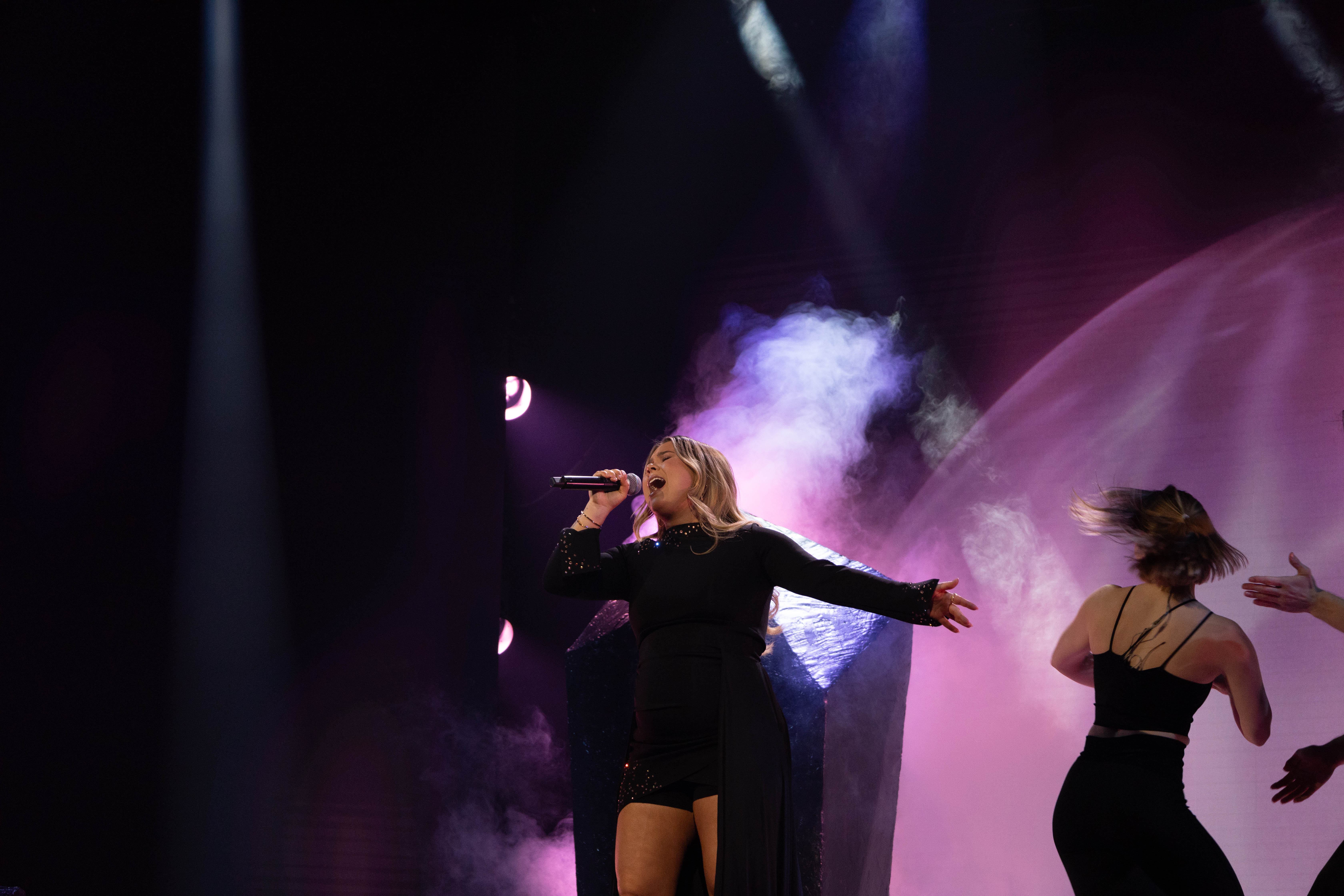
Lisa Ajax interprétant Awful Liar.
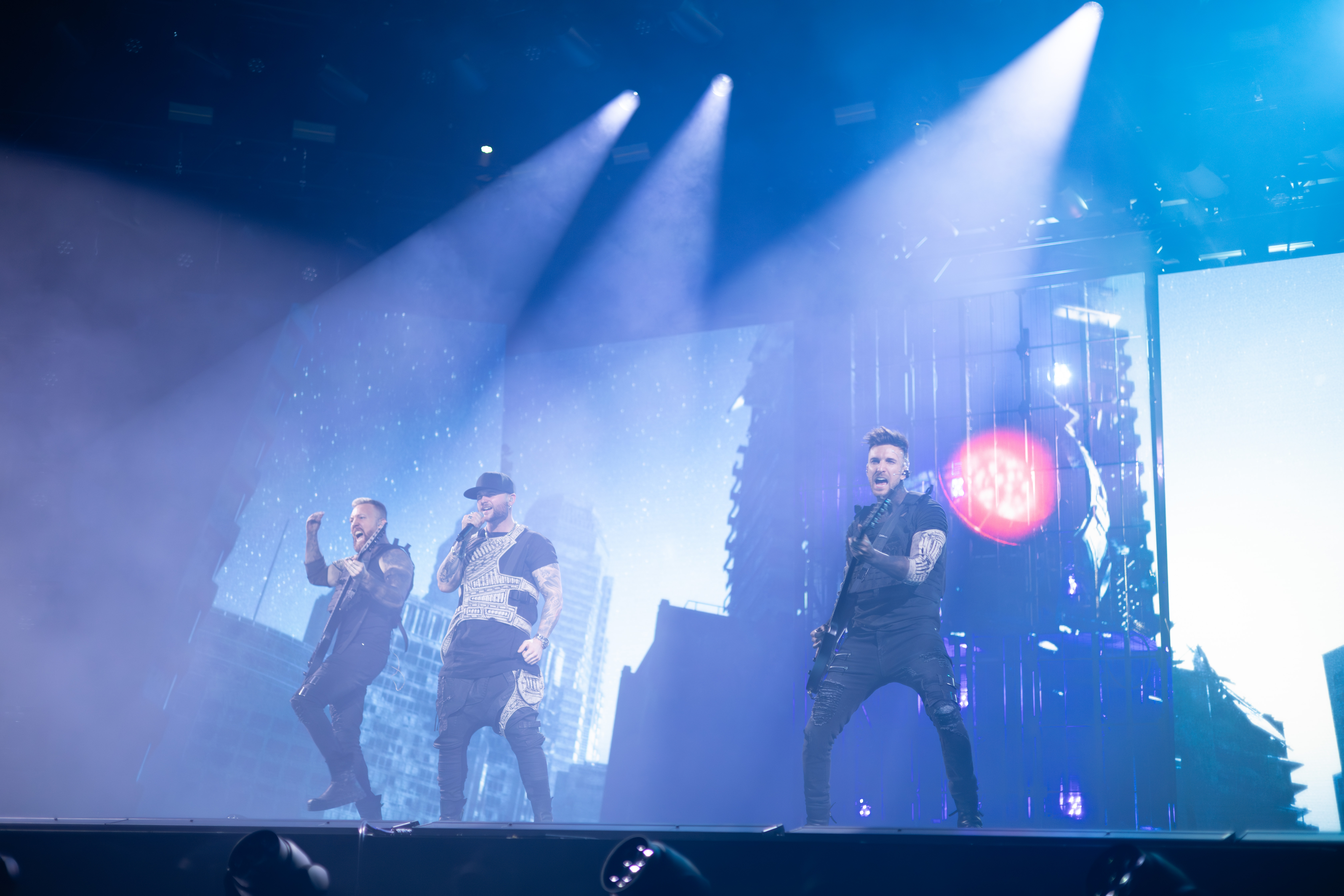
Smash Into Pieces interprétant Heroes Are Calling.

### Deuxième demi-finale − Göteborg
La deuxième demi-finale a lieu le 10 février 2024 en direct du Scandinavium à Göteborg.
| Détail du télévote du 2e tour | Détail du télévote du 2e tour | Détail du télévote du 2e tour | Détail du télévote du 2e tour | Détail du télévote du 2e tour | Détail du télévote du 2e tour | Détail du télévote du 2e tour | Détail du télévote du 2e tour | Détail du télévote du 2e tour | Détail du télévote du 2e tour |
| #                             | Chanson                       | Groupes d'âge                 | Groupes d'âge                 | Groupes d'âge                 | Groupes d'âge                 | Groupes d'âge                 | Groupes d'âge                 | Groupes d'âge                 | Téléphone                     |
| #                             | Chanson                       | 3-9                           | 10-15                         | 16-29                         | 30-44                         | 45-59                         | 60-74                         | 75+                           | Téléphone                     |
| ----------------------------- | ----------------------------- | ----------------------------- | ----------------------------- | ----------------------------- | ----------------------------- | ----------------------------- | ----------------------------- | ----------------------------- | ----------------------------- |
| 1                             | When I'm Gone                 | 12                            | 12                            | 10                            | 12                            | 12                            | 12                            | 12                            | 12                            |
| 2                             | Norrland                      | 3                             | 3                             | 3                             | 3                             | 3                             | 5                             | 8                             | 10                            |
| 3                             | The Silence After You         | 5                             | 5                             | 5                             | 8                             | 10                            | 10                            | 10                            | 8                             |
| 4                             | Ahumma                        | 8                             | 8                             | 8                             | 5                             | 8                             | 8                             | 5                             | 3                             |
| 6                             | Unga & fria                   | 10                            | 10                            | 12                            | 10                            | 5                             | 3                             | 3                             | 5                             |

| # | Artiste        | Chanson               | 1er tour  | 1er tour | 2e tour | 2e tour | 2e tour | Résultat    |
| # | Artiste        | Chanson               | Voix      | Place    | Voix    | Points  | Place   | Résultat    |
| - | -------------- | --------------------- | --------- | -------- | ------- | ------- | ------- | ----------- |
| 1 | Maria Sur      | When I'm Gone         | 1 463 057 | 2        | 927 690 | 94      | 1       | Finale      |
| 2 | Engmans Kapell | Norrland              | 679 574   | 6        | 281 283 | 38      | 5       | Élimination |
| 3 | Dear Sara      | The Silence After You | 1 110 711 | 4        | 607 351 | 61      | 2       | Repêchage   |
| 4 | C-Joe          | Ahumma                | 1 080 133 | 5        | 556 581 | 53      | 4       | Élimination |
| 5 | Liamoo         | Dragon                | 1 677 964 | 1        | —       | —       | —       | Finale      |
| 6 | Fröken Snusk   | Unga & fria           | 1 159 654 | 3        | 695 207 | 58      | 3       | Repêchage   |

Galerie
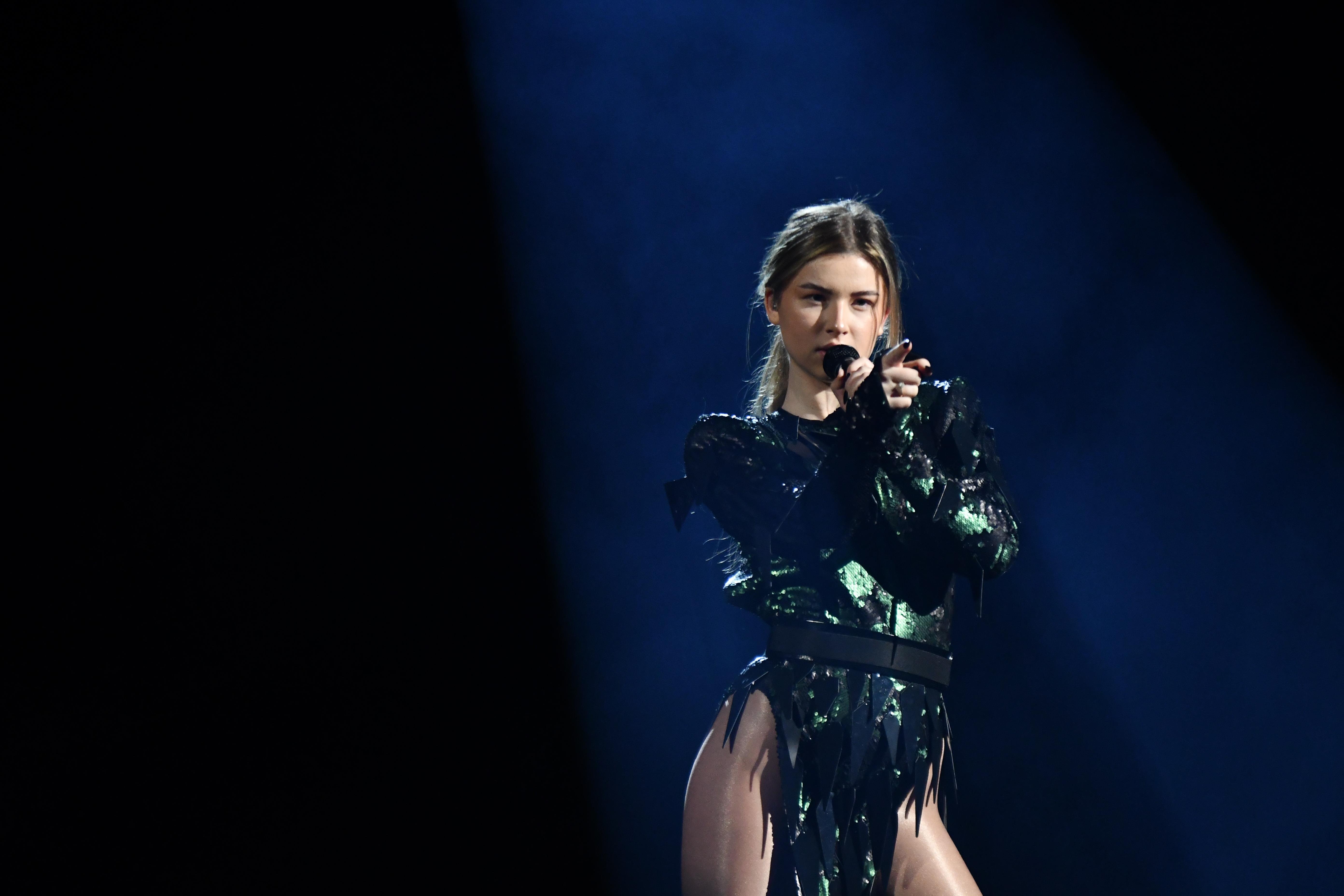
Maria Sur interprétant When I'm Gone.
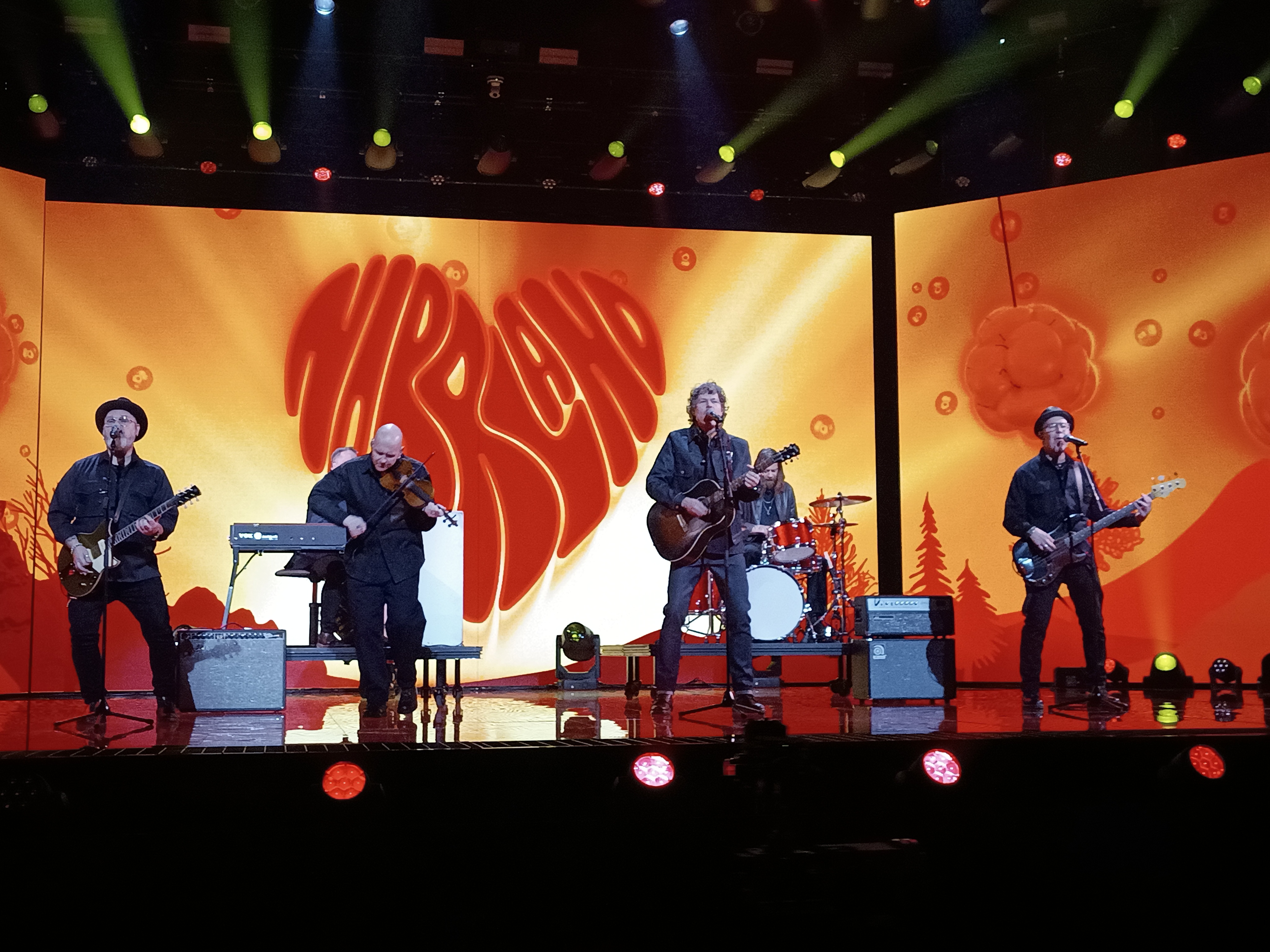
Engmans Kapell interprétant Norrland.
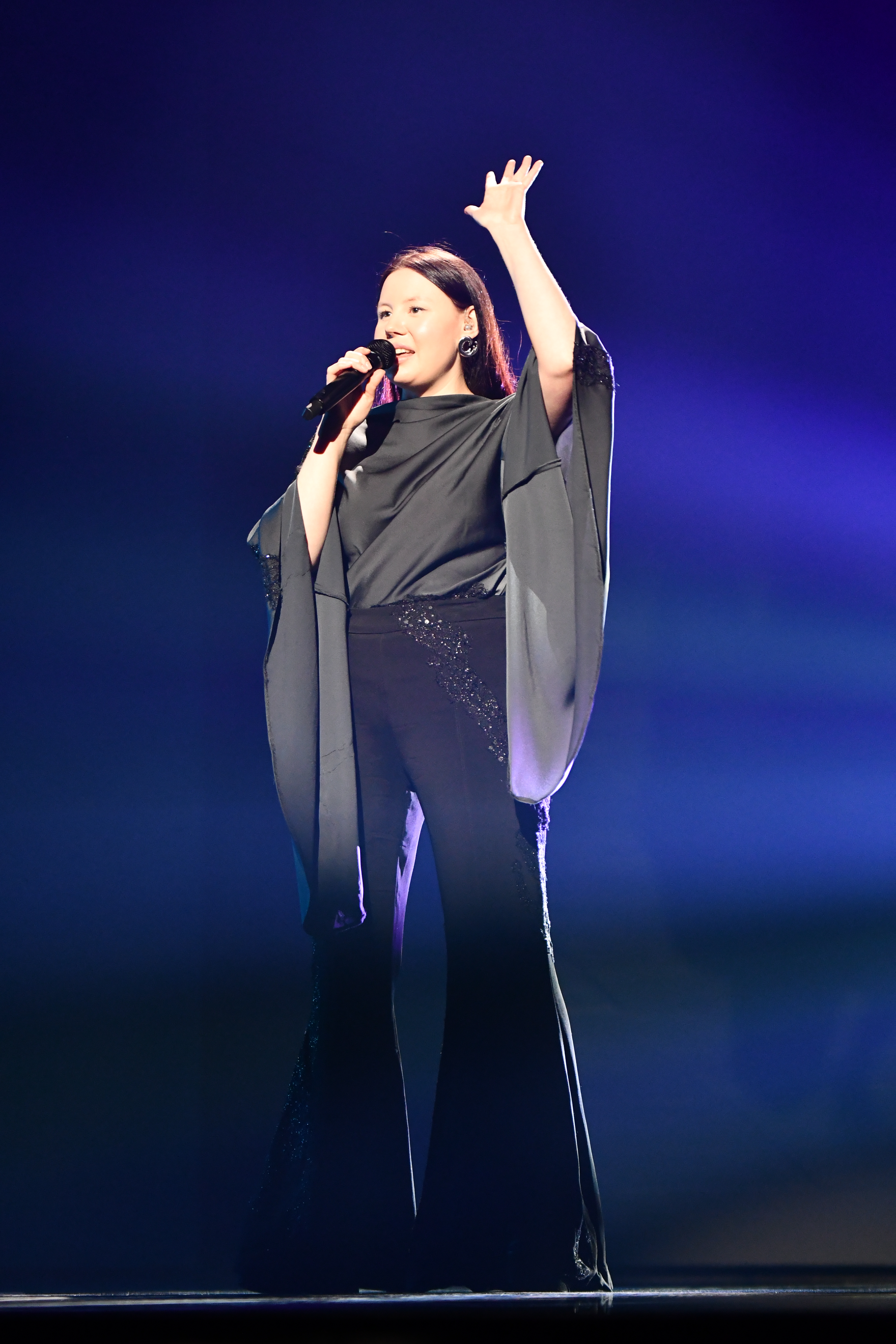
Dear Sara interprétant The Silence After You.
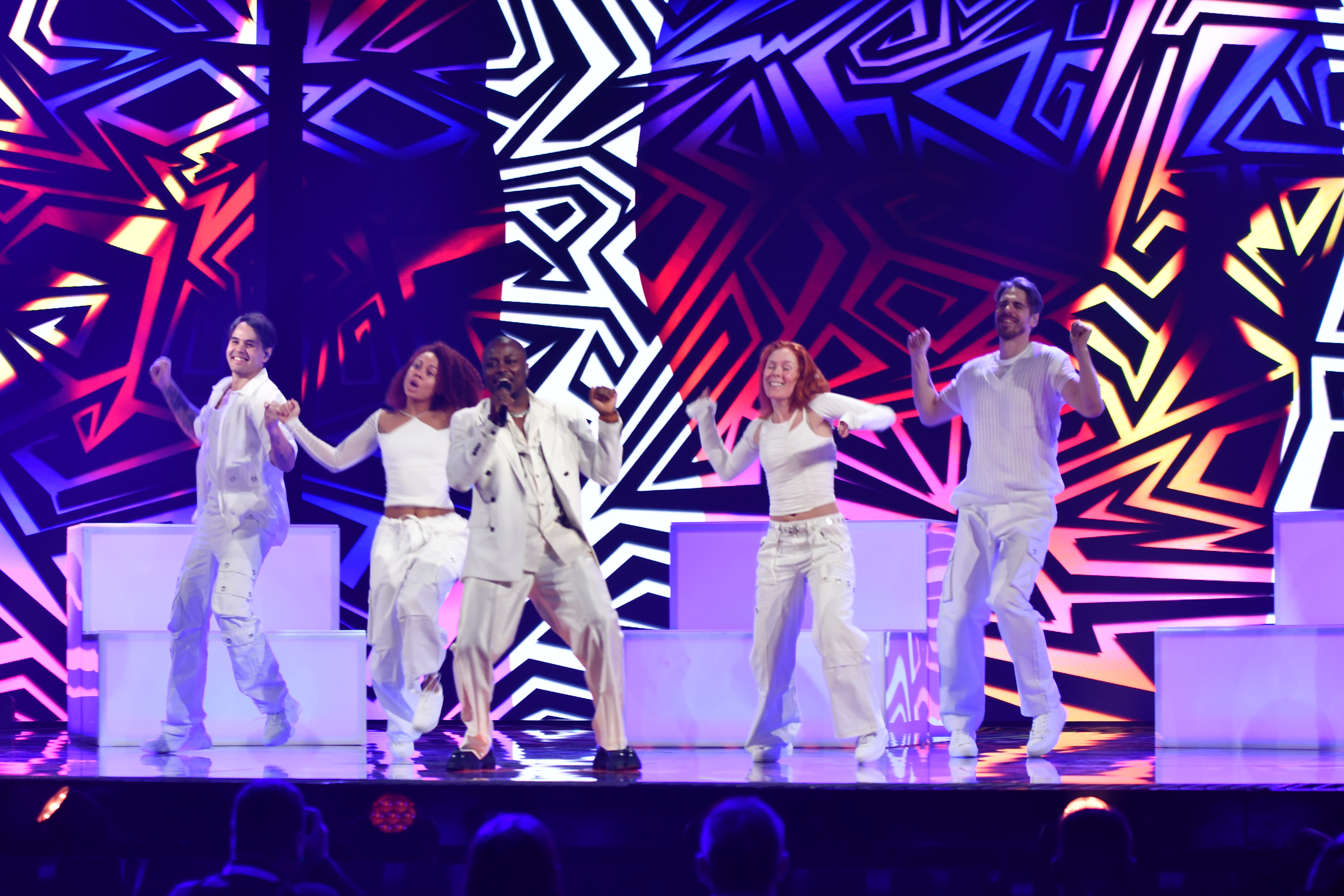
C-Joe interprétant Ahumma.
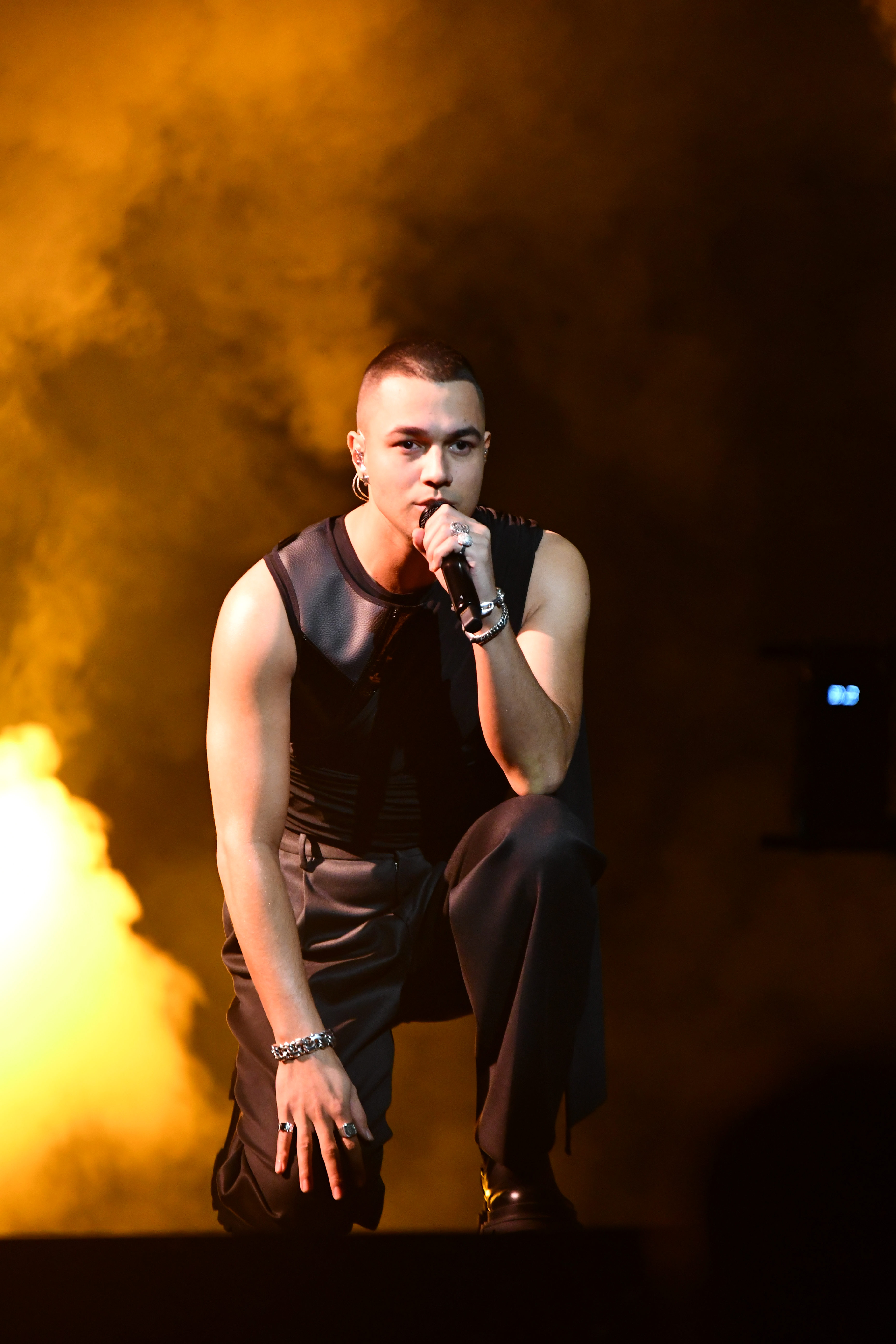
Liamoo interprétant Dragon.
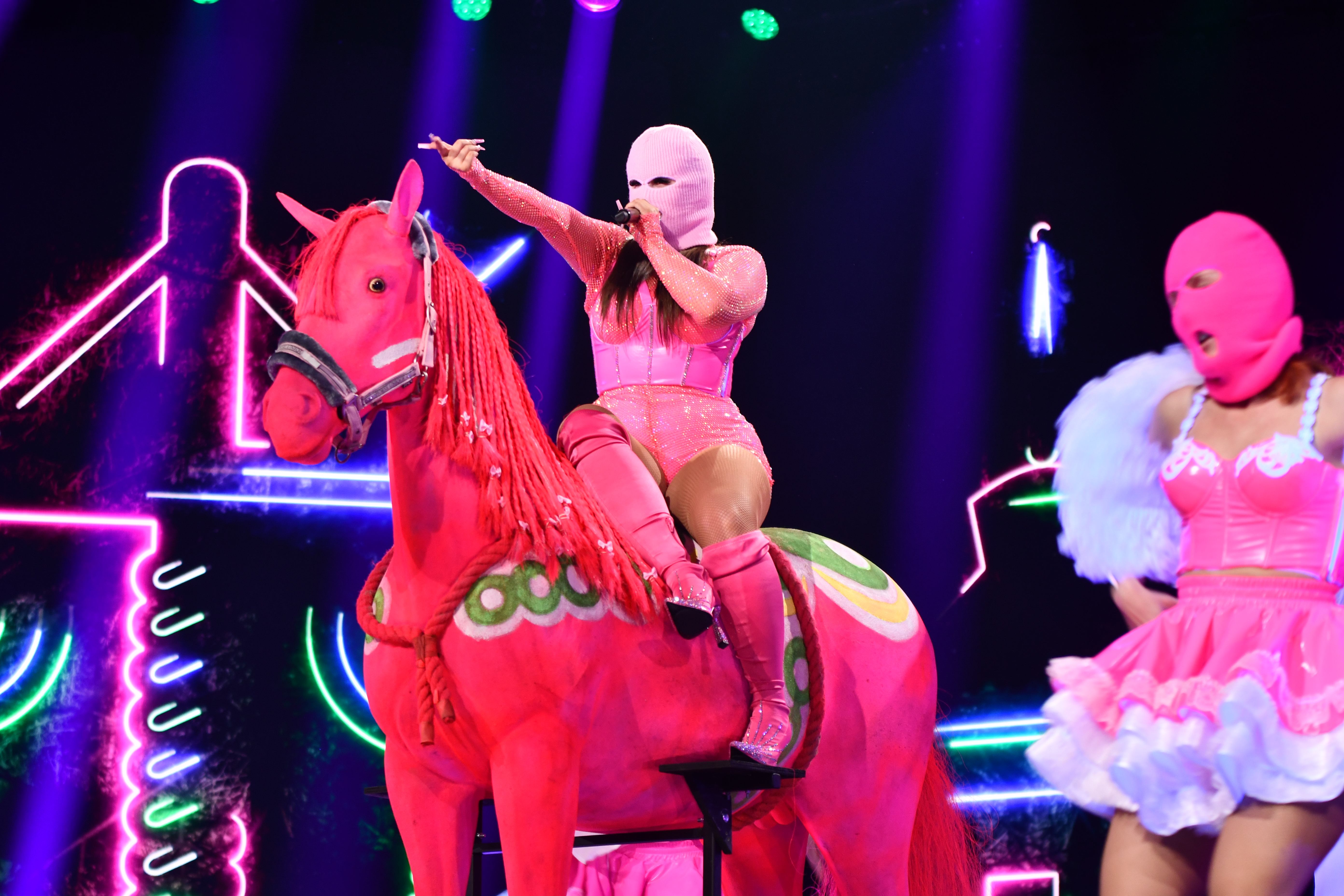
Fröken Snusk interprétant Unga & Fria.

### Troisième demi-finale − Växjö
La troisième série a lieu le 17 février 2024 en direct de la Vida Arena à Växjö.
| Détail du télévote du 2e tour | Détail du télévote du 2e tour | Détail du télévote du 2e tour | Détail du télévote du 2e tour | Détail du télévote du 2e tour | Détail du télévote du 2e tour | Détail du télévote du 2e tour | Détail du télévote du 2e tour | Détail du télévote du 2e tour | Détail du télévote du 2e tour |
| #                             | Chanson                       | Groupes d'âge                 | Groupes d'âge                 | Groupes d'âge                 | Groupes d'âge                 | Groupes d'âge                 | Groupes d'âge                 | Groupes d'âge                 | Téléphone                     |
| #                             | Chanson                       | 3-9                           | 10-15                         | 16-29                         | 30-44                         | 45-59                         | 60-74                         | 75+                           | Téléphone                     |
| ----------------------------- | ----------------------------- | ----------------------------- | ----------------------------- | ----------------------------- | ----------------------------- | ----------------------------- | ----------------------------- | ----------------------------- | ----------------------------- |
| 2                             | Aldrig mer                    | 5                             | 3                             | 3                             | 5                             | 8                             | 10                            | 10                            | 8                             |
| 3                             | Take My Breath Away           | 10                            | 8                             | 5                             | 8                             | 5                             | 3                             | 3                             | 3                             |
| 4                             | För dig                       | 8                             | 5                             | 8                             | 10                            | 10                            | 8                             | 5                             | 5                             |
| 5                             | I Won't Shake (La La Gunilla) | 3                             | 12                            | 12                            | 3                             | 3                             | 5                             | 8                             | 10                            |
| 6                             | Give My Heart a Break         | 12                            | 10                            | 10                            | 12                            | 12                            | 12                            | 12                            | 12                            |

| # | Artiste            | Chanson                       | 1er tour  | 1er tour | 2e tour | 2e tour | 2e tour | Résultat    |
| # | Artiste            | Chanson                       | Voix      | Place    | Voix    | Points  | Place   | Résultat    |
| - | ------------------ | ----------------------------- | --------- | -------- | ------- | ------- | ------- | ----------- |
| 1 | Jacqline           | Effortless                    | 1 343 304 | 1        | —       | —       | —       | Finale      |
| 2 | Clara Klingenström | Aldrig mer                    | 824 631   | 5        | 381 143 | 52      | 5       | Élimination |
| 3 | Kim Cesarion       | Take My Breath Away           | 884 738   | 6        | 429 362 | 45      | 6       | Élimination |
| 4 | Klaudy             | För dig                       | 908 310   | 4        | 462 679 | 59      | 2       | Repêchage   |
| 5 | Gunilla Persson    | I Won't Shake (La La Gunilla) | 1 050 416 | 3        | 565 585 | 56      | 3       | Repêchage   |
| 6 | Cazzi Opeia        | Give My Heart a Break         | 1 300 644 | 2        | 886 306 | 92      | 1       | Finale      |

Galerie
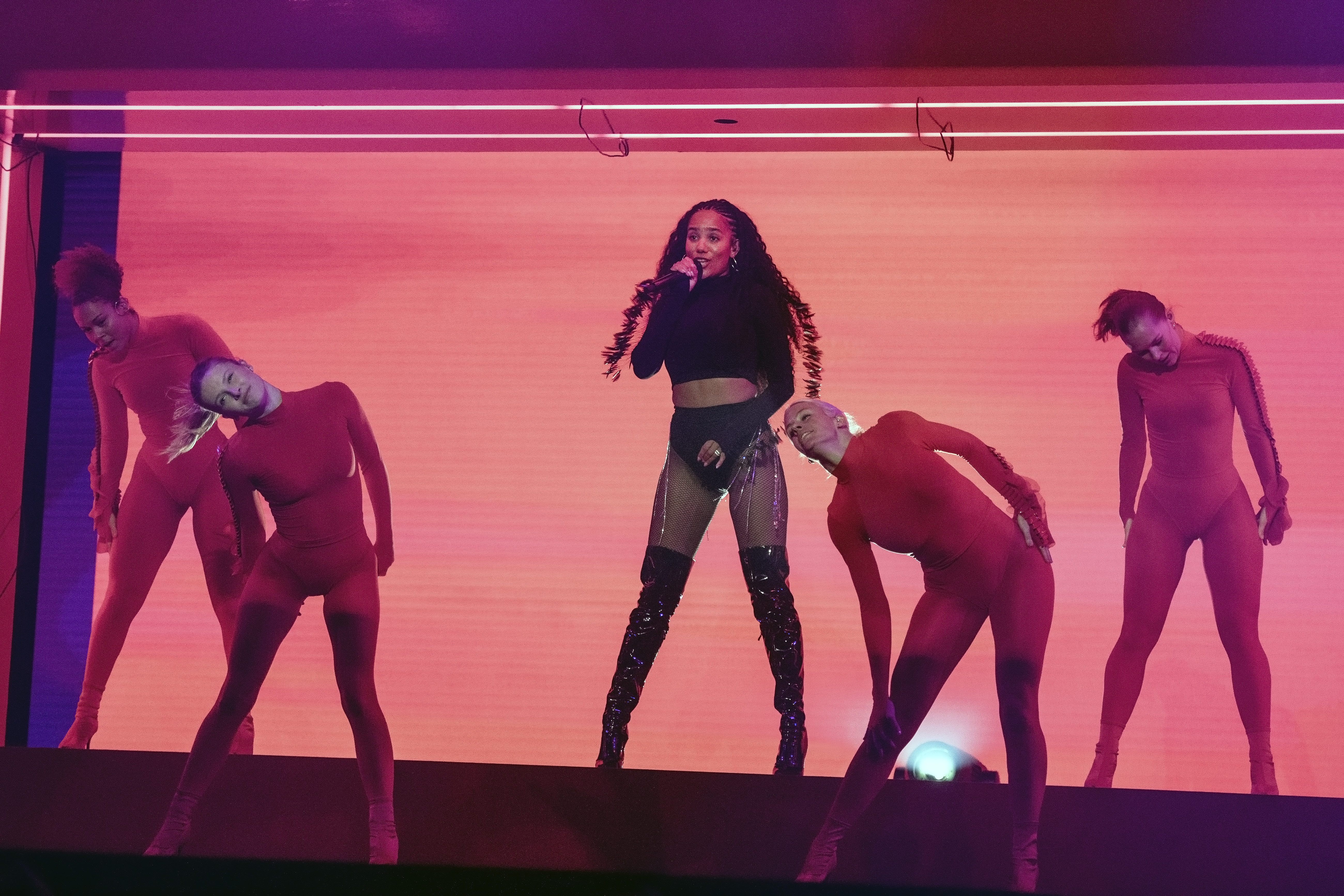
Jacqline interprétant Effortless.
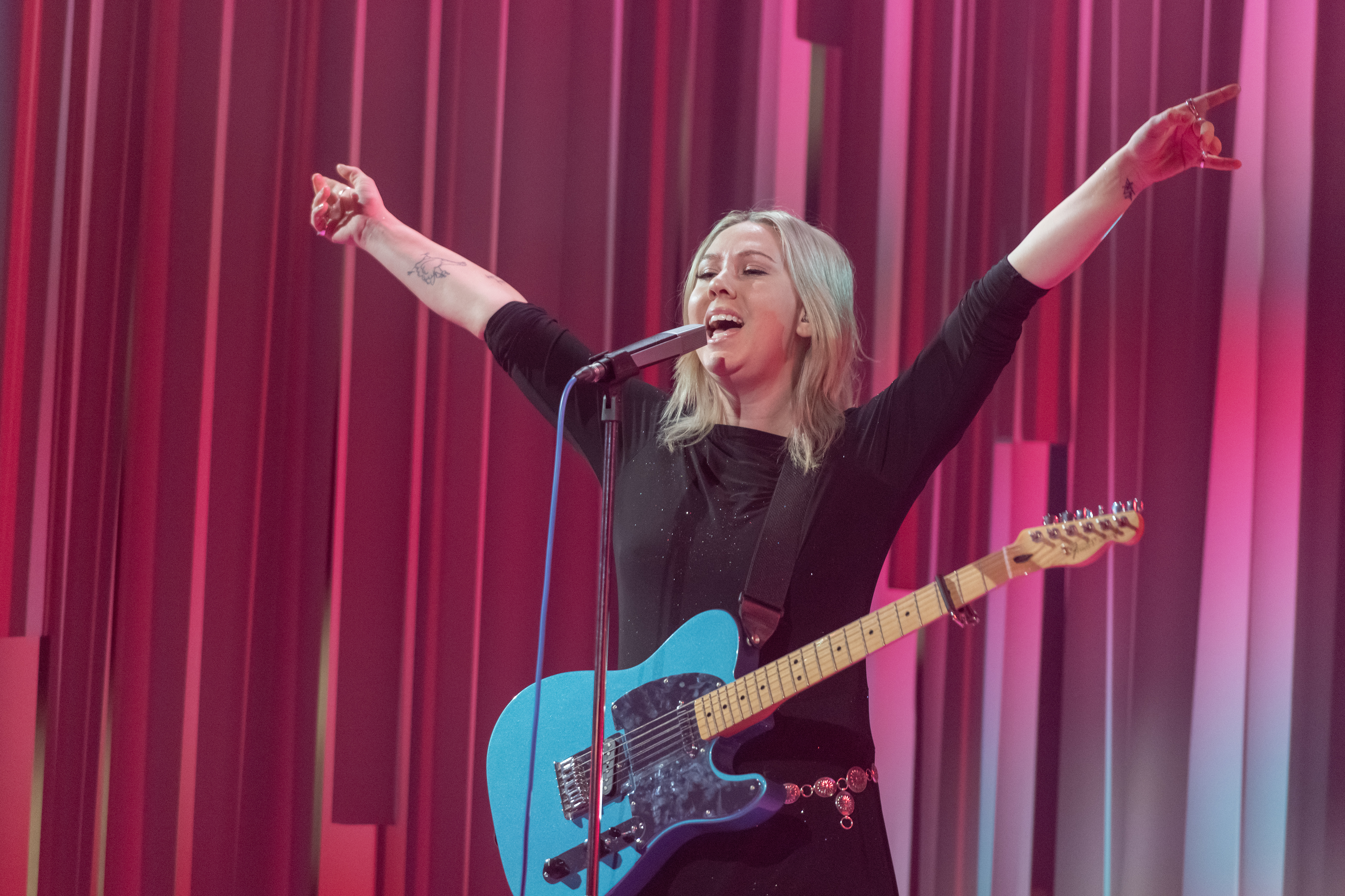
Clara Klingenström interprétant Aldrig Mer.
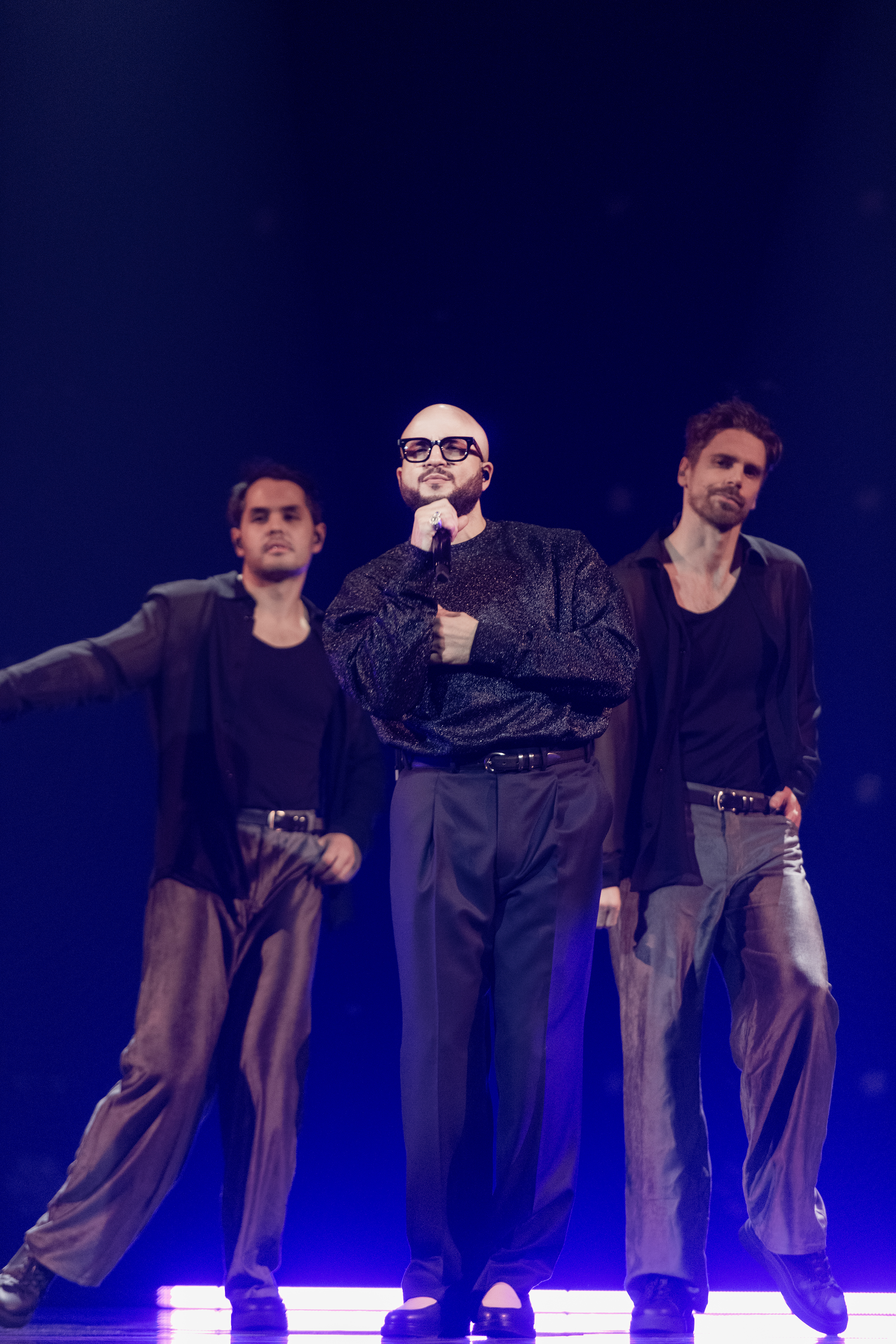
Kim Cesarion interprétant Take My Breath Away.
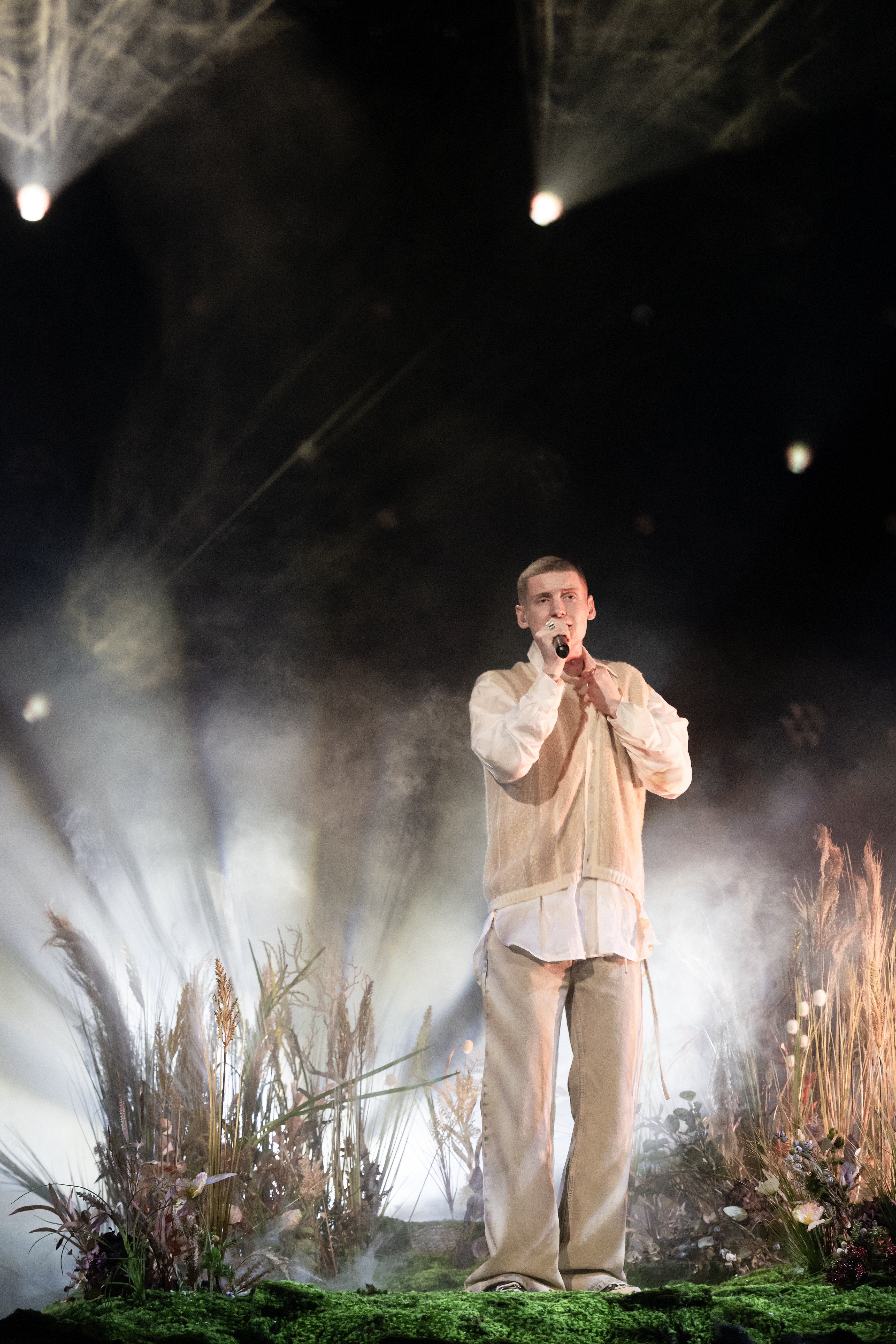
Klaudy interprétant För Dig.
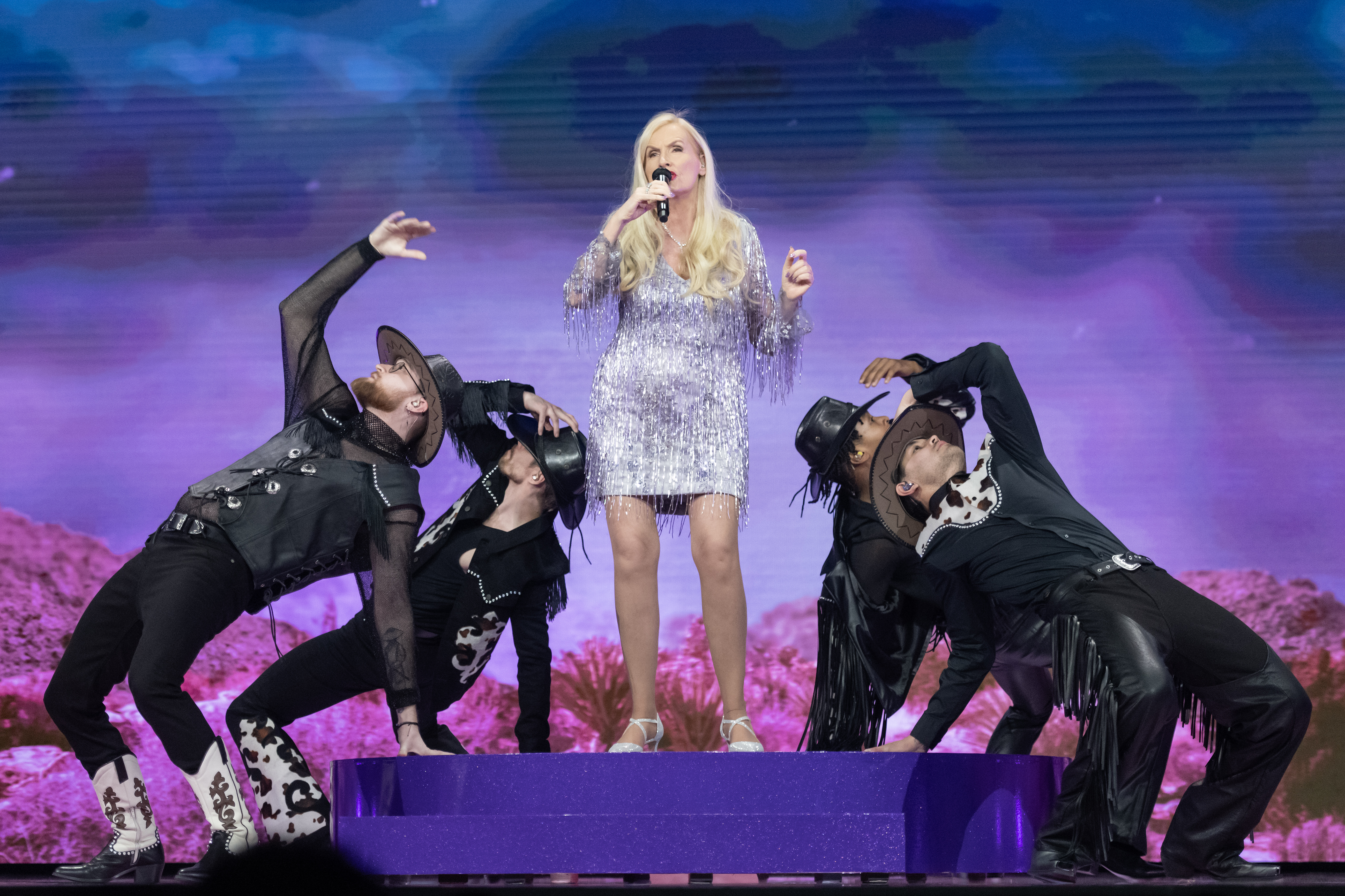
Gunilla Persson interprétant I Won't Shake (La La Gunilla).
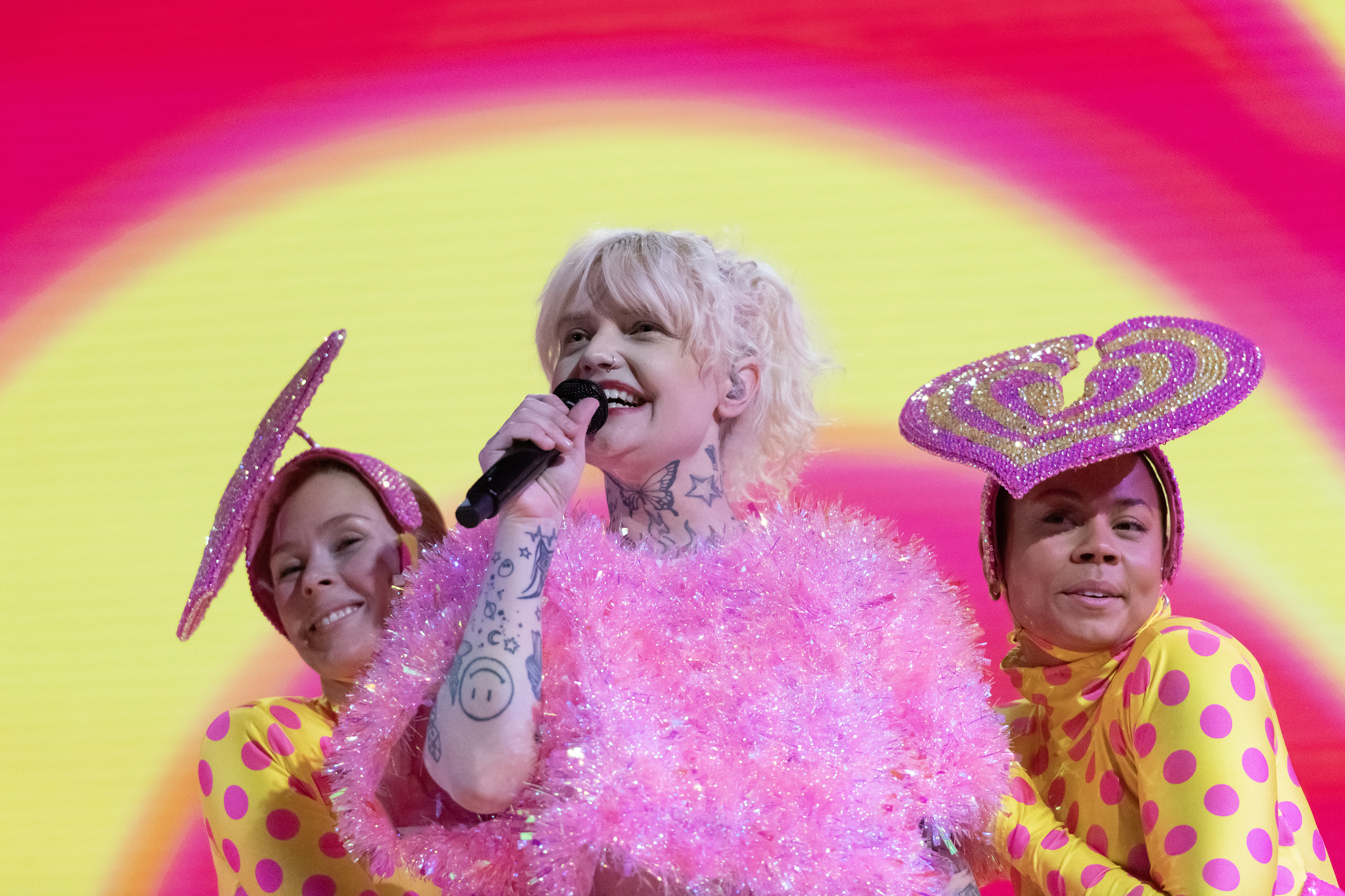
Cazzi Opeia interprétant Give My Heart a Break.

### Quatrième demi-finale − Eskilstuna
La quatrième demi-finale a lieu le 24 février 2024 en direct de la Stiga Sports Arena à Eskilstuna.
| Détail du télévote du 2e tour | Détail du télévote du 2e tour      | Détail du télévote du 2e tour | Détail du télévote du 2e tour | Détail du télévote du 2e tour | Détail du télévote du 2e tour | Détail du télévote du 2e tour | Détail du télévote du 2e tour | Détail du télévote du 2e tour | Détail du télévote du 2e tour |
| #                             | Chanson                            | Groupes d'âge                 | Groupes d'âge                 | Groupes d'âge                 | Groupes d'âge                 | Groupes d'âge                 | Groupes d'âge                 | Groupes d'âge                 | Téléphone                     |
| #                             | Chanson                            | 3-9                           | 10-15                         | 16-29                         | 30-44                         | 45-59                         | 60-74                         | 75+                           | Téléphone                     |
| ----------------------------- | ---------------------------------- | ----------------------------- | ----------------------------- | ----------------------------- | ----------------------------- | ----------------------------- | ----------------------------- | ----------------------------- | ----------------------------- |
| 1                             | Done Getting Over You              | 5                             | 8                             | 10                            | 5                             | 8                             | 10                            | 12                            | 5                             |
| 2                             | 30 km/h                            | 12                            | 10                            | 3                             | 8                             | 3                             | 5                             | 3                             |                               |
| 3                             | It's Not Easy to Write a Love Song | 8                             | 12                            | 12                            | 10                            | 12                            | 12                            | 10                            | 8                             |
| 4                             | Circus X                           | 10                            | 5                             | 5                             | 12                            | 10                            | 5                             | 3                             | 10                            |
| 5                             | En sång om sommaren                | 3                             | 3                             | 8                             | 3                             | 3                             | 8                             | 8                             | 12                            |

| # | Artiste        | Chanson                            | 1er tour  | 1er tour | 2e tour | 2e tour | 2e tour | Résultat    |
| # | Artiste        | Chanson                            | Voix      | Place    | Voix    | Points  | Place   | Résultat    |
| - | -------------- | ---------------------------------- | --------- | -------- | ------- | ------- | ------- | ----------- |
| 1 | Albin Tingwall | Done Getting Over You              | 1 000 678 | 5        | 509 376 | 53      | 3       | Repêchage   |
| 2 | Lia Larsson    | 30 km/h                            | 1 049 671 | 3        | 547 654 | 46      | 4       | Élimination |
| 3 | Dotter         | It's Not Easy to Write a Love Song | 1 258 479 | 2        | 677 671 | 72      | 1       | Finale      |
| 4 | Scarlet        | Circus X                           | 1 014 301 | 4        | 559 235 | 55      | 2       | Repêchage   |
| 5 | Lasse Stefanz  | En sång om sommaren                | 789 340   | 6        | 334 002 | 40      | 5       | Élimination |
| 6 | Danny Saucedo  | Happy That You Found Me            | 1 403 133 | 1        | —       | —       | —       | Finale      |

Galerie
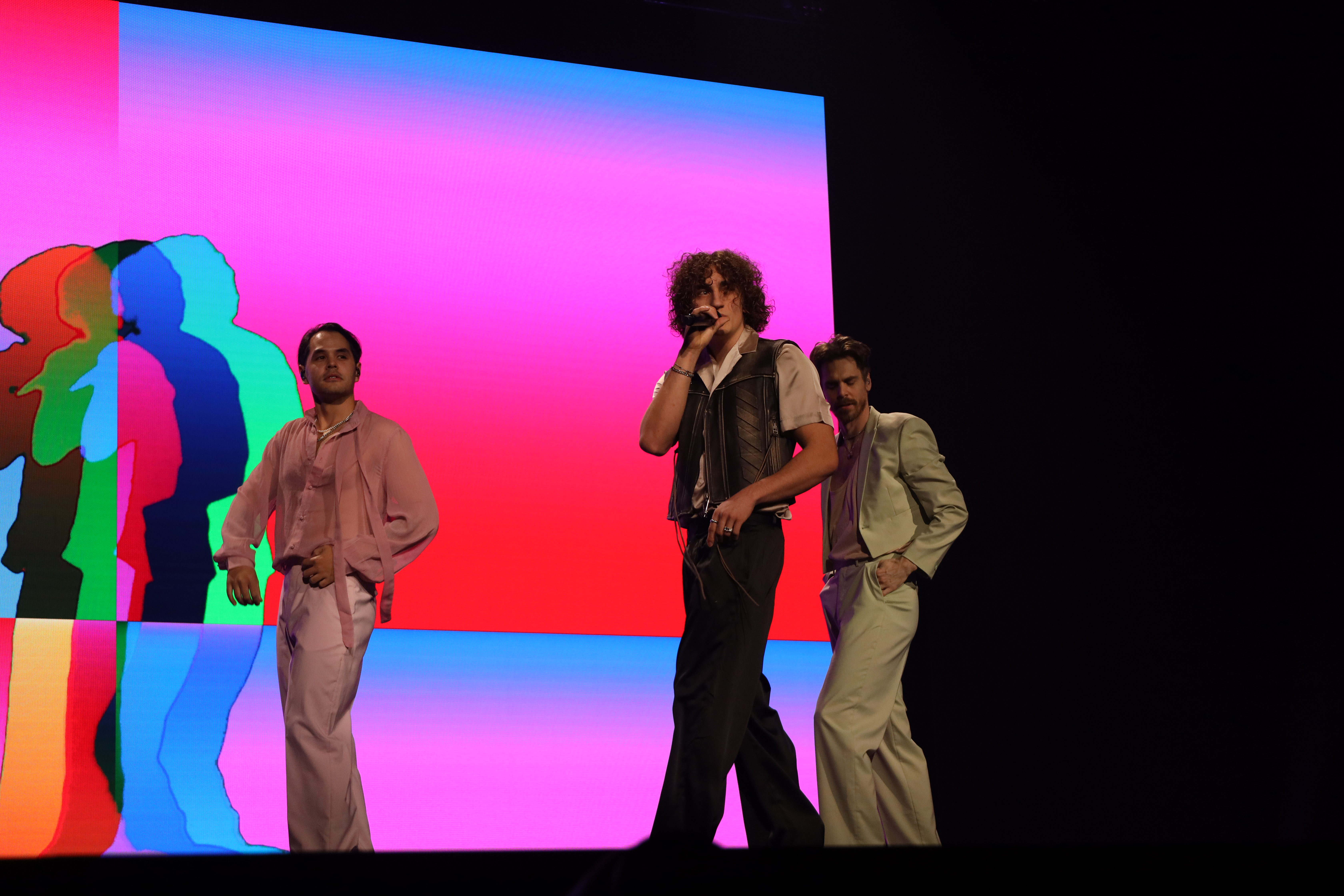
Albin Tingwall interprétant Done Getting Over You.
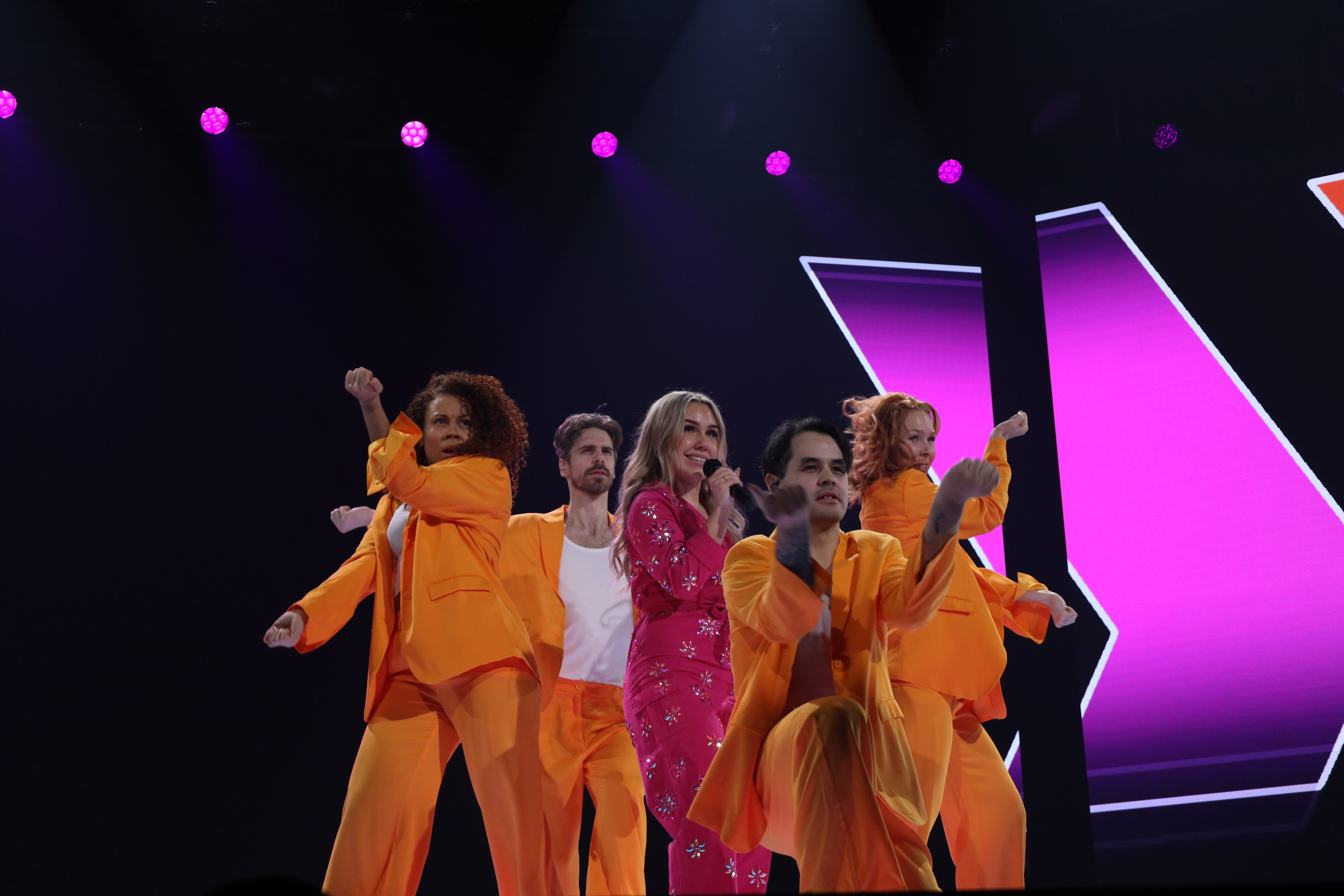
Lia Larsson interprétant 30 km/h.
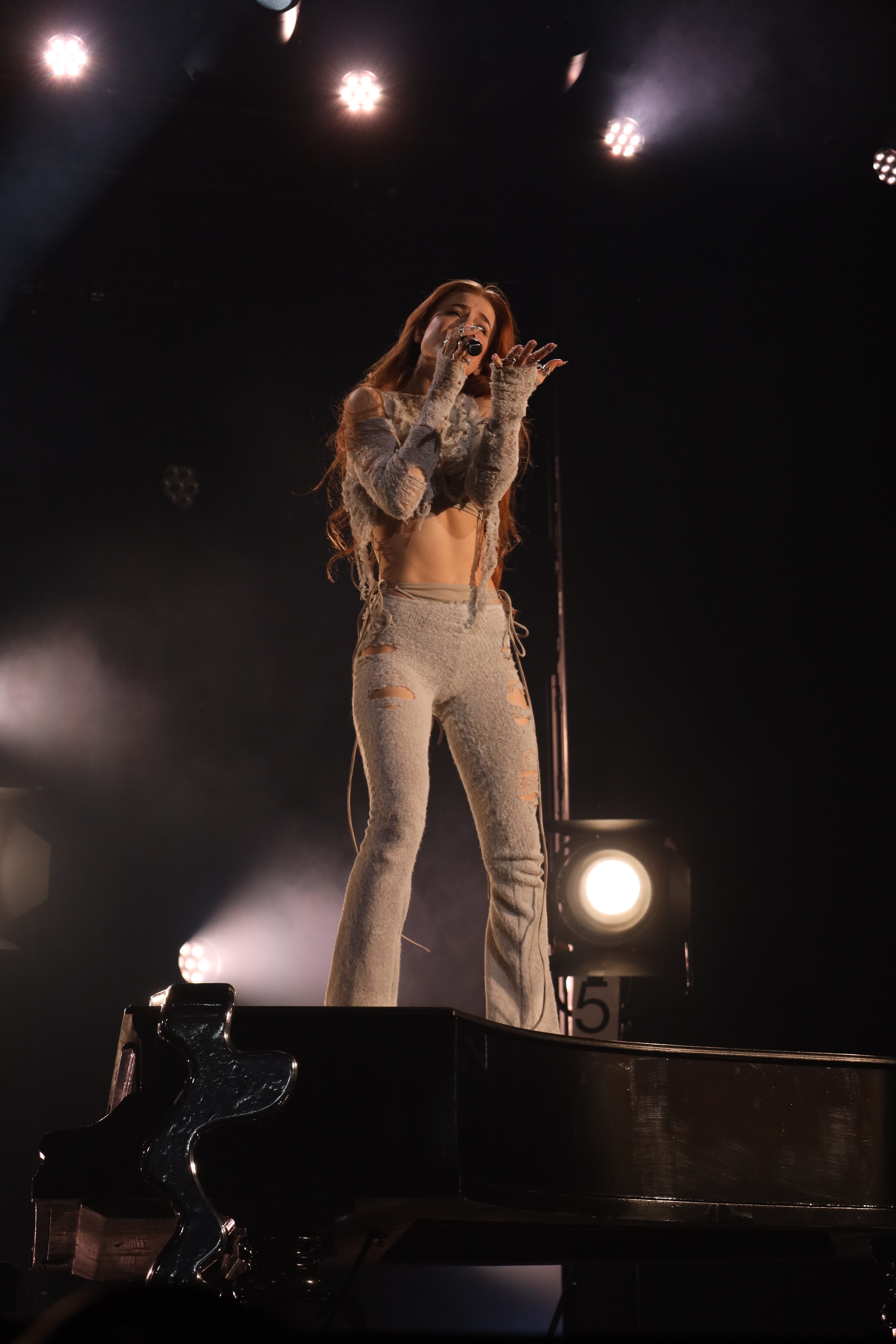
Dotter interprétant It's Not Easy to Write a Love Song.
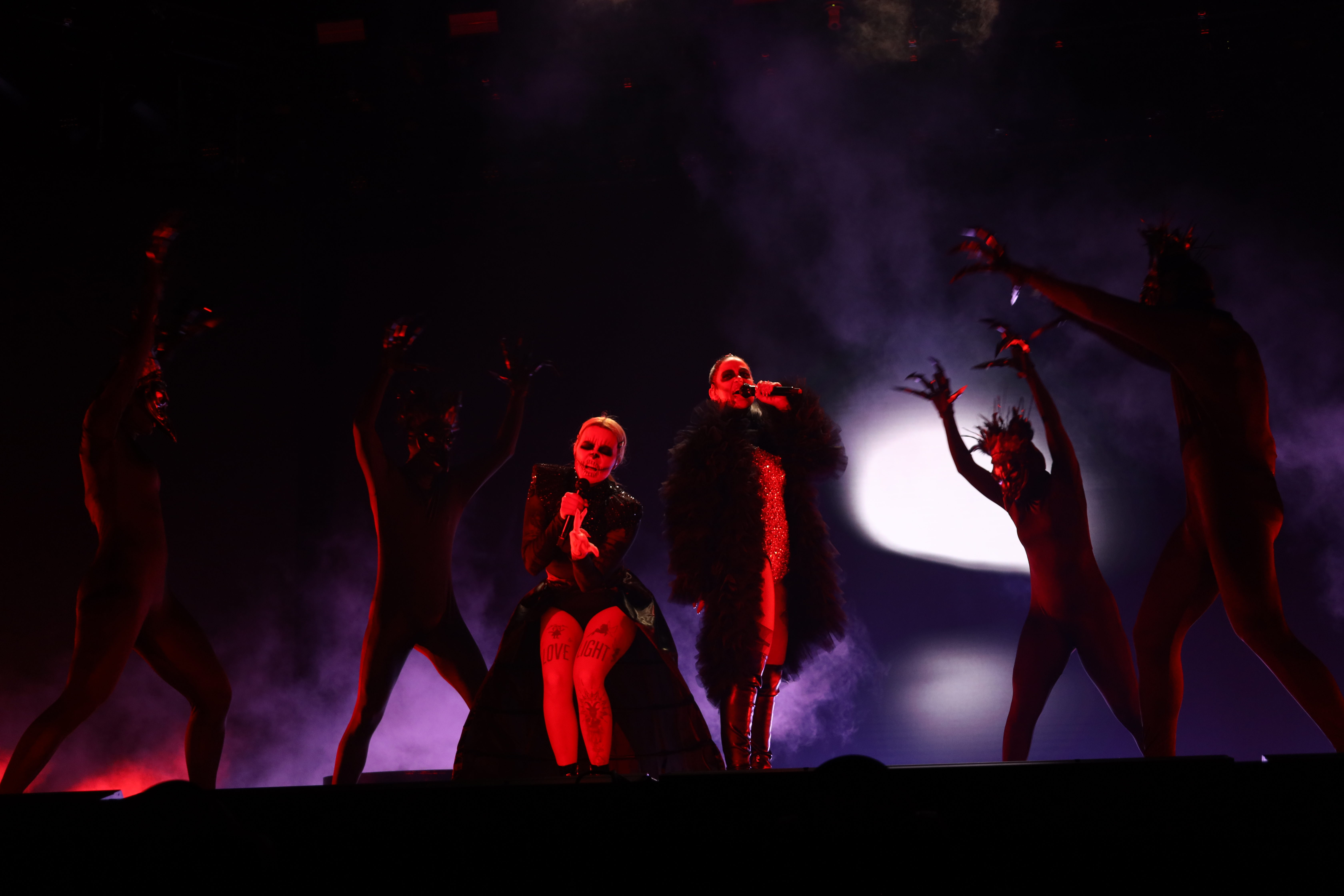
Scarlet interprétant Circus X.
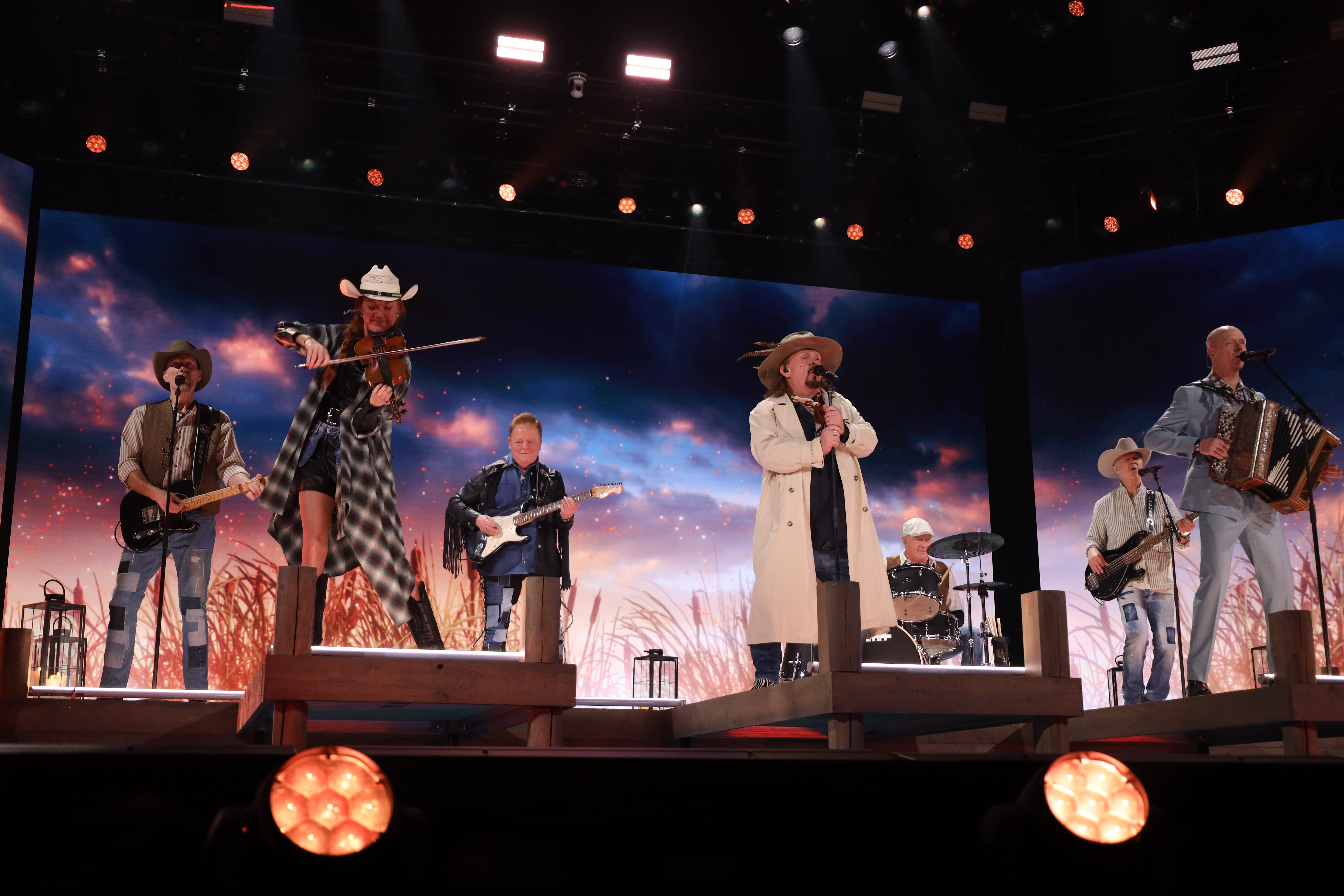
Lasse Stefanz interprétant En Sång Om Sommaren.
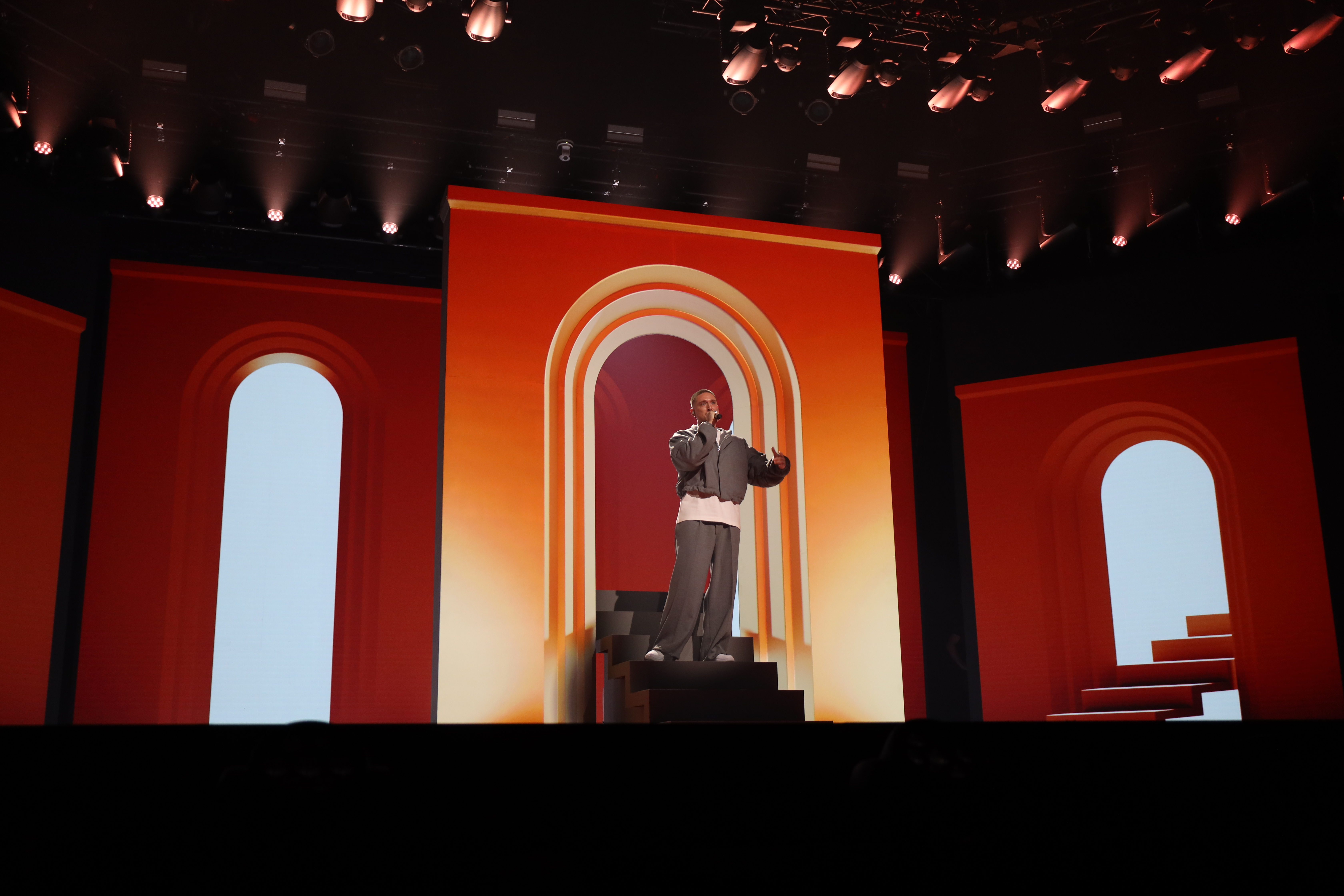
Danny Saucedo interprétant Happy That You Found Me.

### Cinquième demi-finale − Karlstad
La cinquième demi-finale a lieu le 2 mars 2024 en direct de la Löfbergs Arena à Karlstad.
| Détail du télévote du 2e tour | Détail du télévote du 2e tour | Détail du télévote du 2e tour | Détail du télévote du 2e tour | Détail du télévote du 2e tour | Détail du télévote du 2e tour | Détail du télévote du 2e tour | Détail du télévote du 2e tour | Détail du télévote du 2e tour | Détail du télévote du 2e tour |
| #                             | Chanson                       | Groupes d'âge                 | Groupes d'âge                 | Groupes d'âge                 | Groupes d'âge                 | Groupes d'âge                 | Groupes d'âge                 | Groupes d'âge                 | Téléphone                     |
| #                             | Chanson                       | 3-9                           | 10-15                         | 16-29                         | 30-44                         | 45-59                         | 60-74                         | 75+                           | Téléphone                     |
| ----------------------------- | ----------------------------- | ----------------------------- | ----------------------------- | ----------------------------- | ----------------------------- | ----------------------------- | ----------------------------- | ----------------------------- | ----------------------------- |
| 2                             | Controlla                     | 8                             | 8                             | 3                             | 5                             | 5                             | 5                             | 5                             | 3                             |
| 3                             | Back to My Roots              | 10                            | 5                             | 8                             | 10                            | 12                            | 10                            | 8                             | 10                            |
| 4                             | Banne maj                     | 3                             | 3                             | 5                             | 3                             | 3                             | 3                             | 3                             | 5                             |
| 5                             | Light                         | 5                             | 10                            | 10                            | 8                             | 10                            | 12                            | 12                            | 12                            |
| 6                             | Que Sera                      | 12                            | 12                            | 12                            | 12                            | 8                             | 8                             | 10                            | 8                             |

| # | Artiste            | Chanson          | 1er tour  | 1er tour | 2e tour | 2e tour | 2e tour | Résultat    |
| # | Artiste            | Chanson          | Voix      | Place    | Voix    | Points  | Place   | Résultat    |
| - | ------------------ | ---------------- | --------- | -------- | ------- | ------- | ------- | ----------- |
| 1 | Marcus & Martinus  | Unforgettable    | 1 759 673 | 1        | —       | —       | —       | Finale      |
| 2 | Chelsea Muco       | Controlla        | 1 009 857 | 5        | 459 399 | 42      | 4       | Élimination |
| 3 | Jay Smith          | Back to My Roots | 1 171 788 | 3        | 624 639 | 73      | 3       | Repêchage   |
| 4 | Elecktra           | Banne maj        | 803 892   | 6        | 399 506 | 28      | 5       | Élimination |
| 5 | Annika Wickihalder | Light            | 1 144 413 | 4        | 665 667 | 79      | 2       | Repêchage   |
| 6 | Medina             | Que sera         | 1 392 450 | 2        | 853 794 | 82      | 1       | Finale      |

Galerie
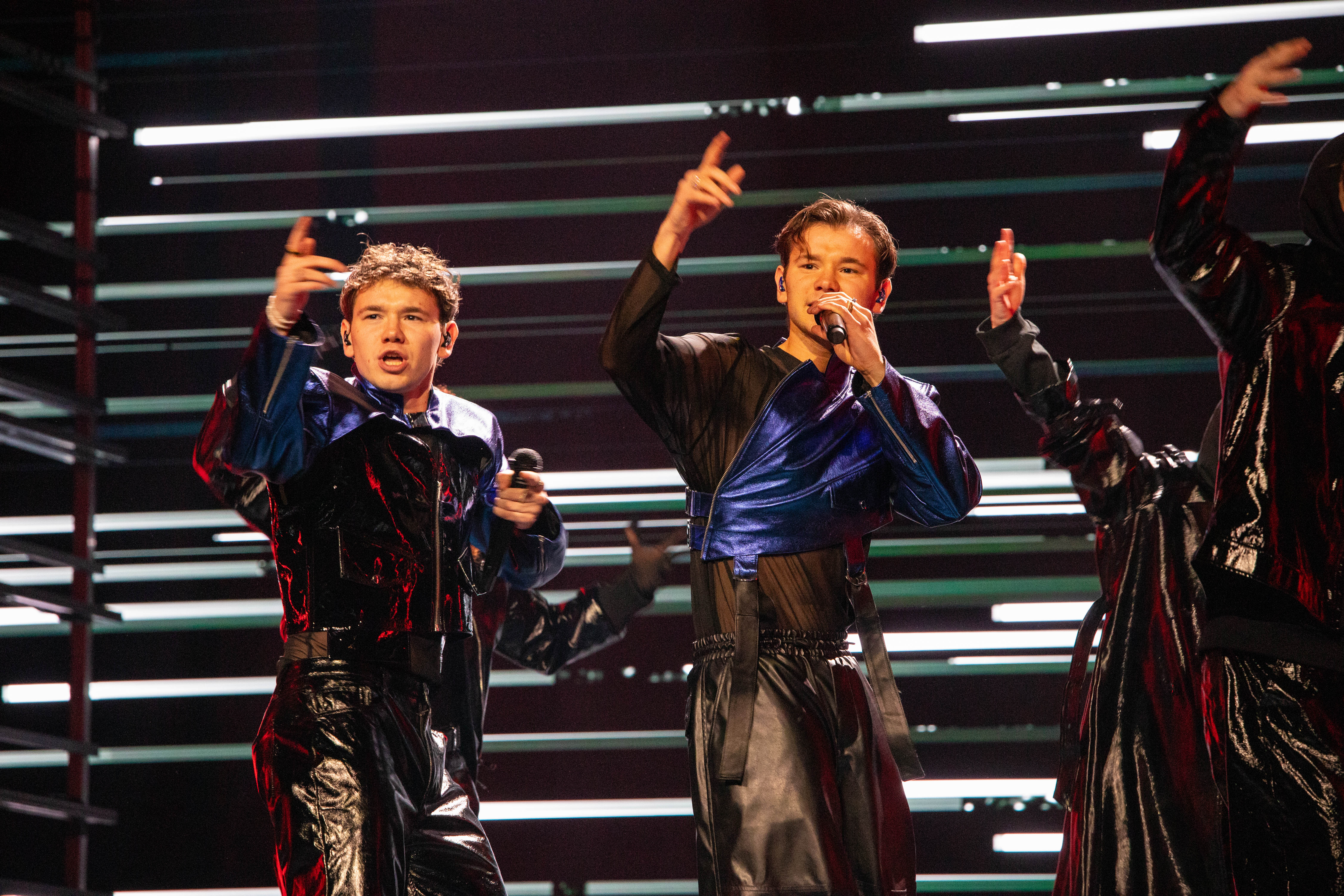
Marcus & Martinus interprétant Unforgettable.
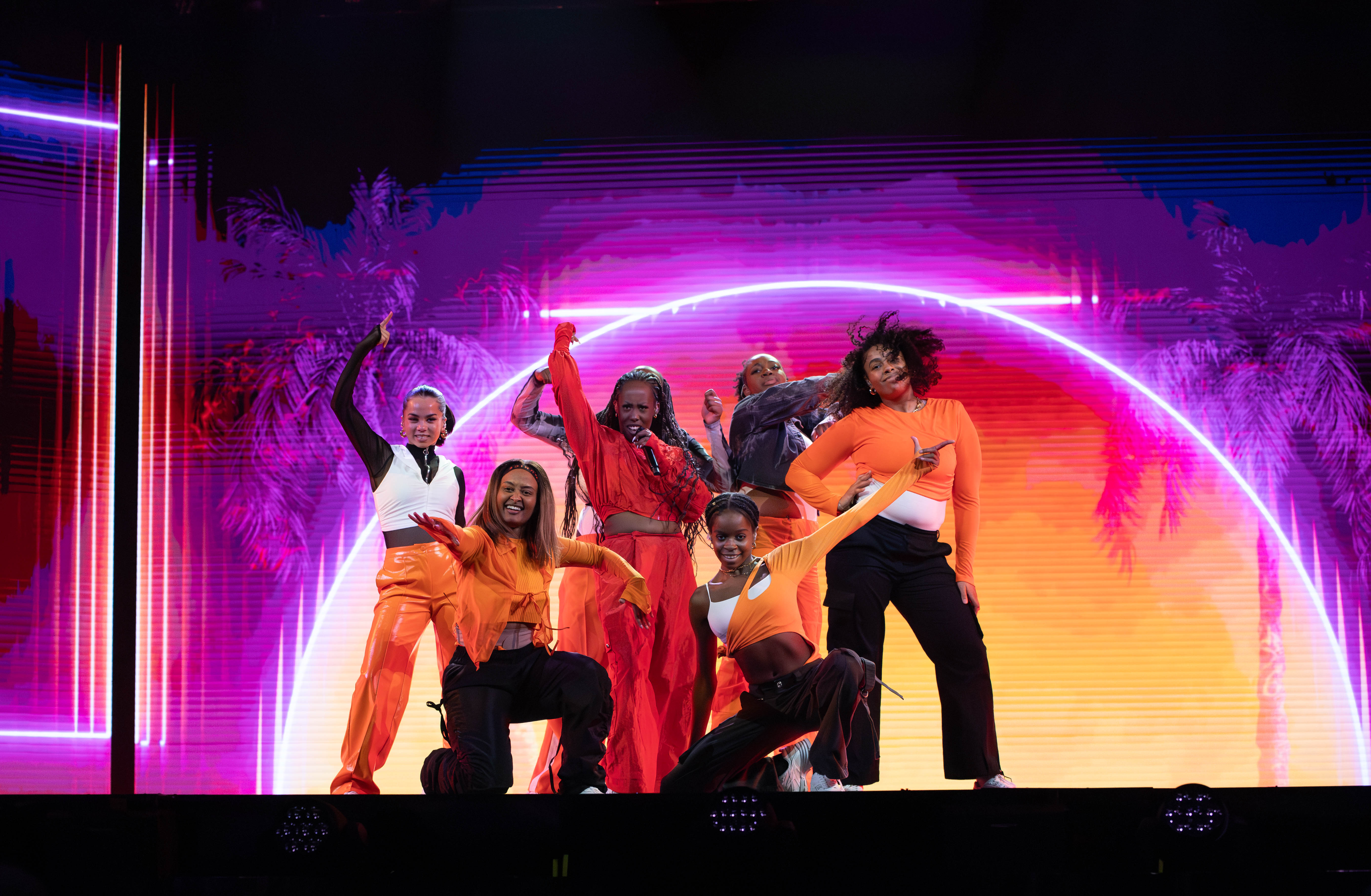
Chelsea Muco interprétant Controlla.
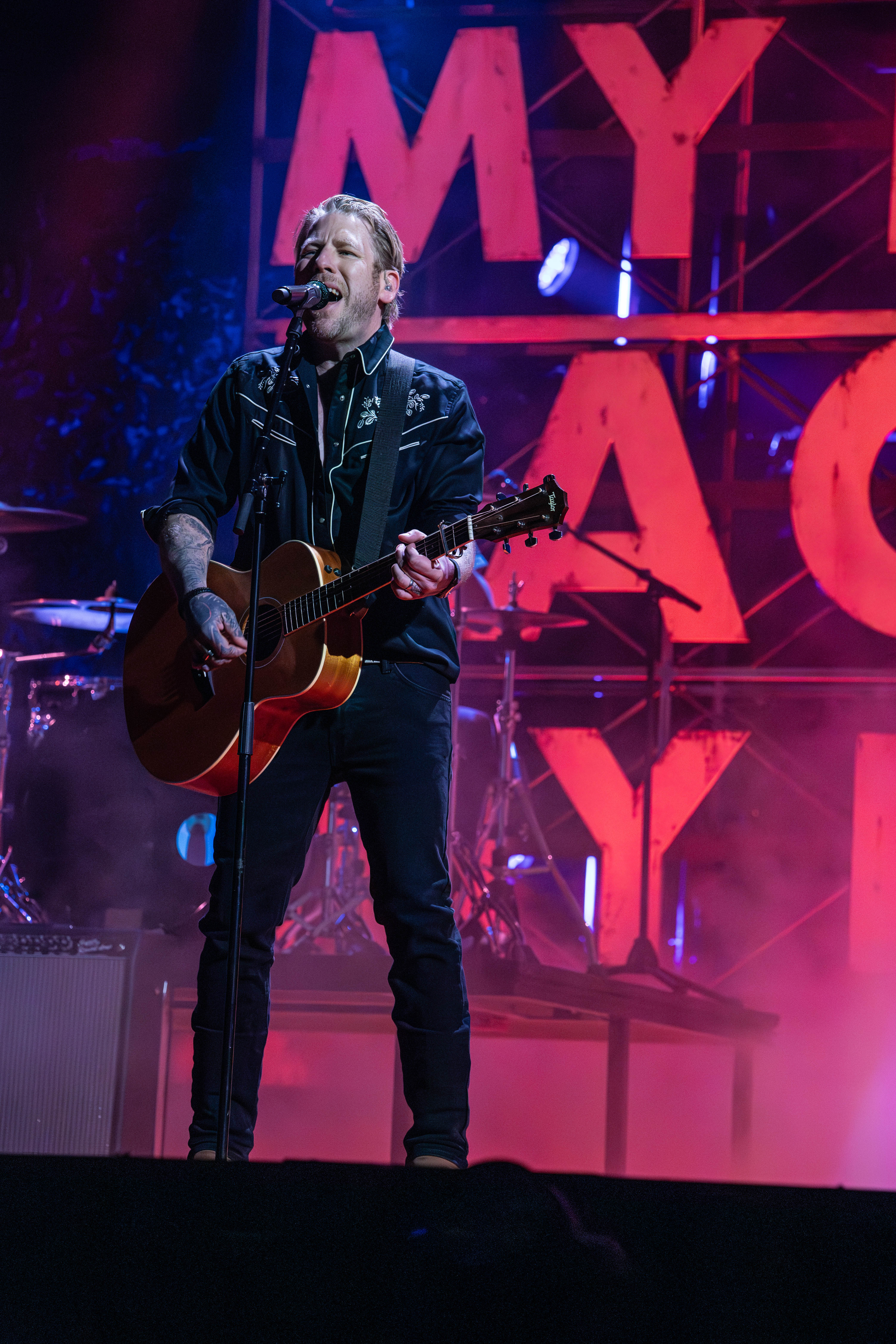
Jay Smith interprétant Back to My Roots.
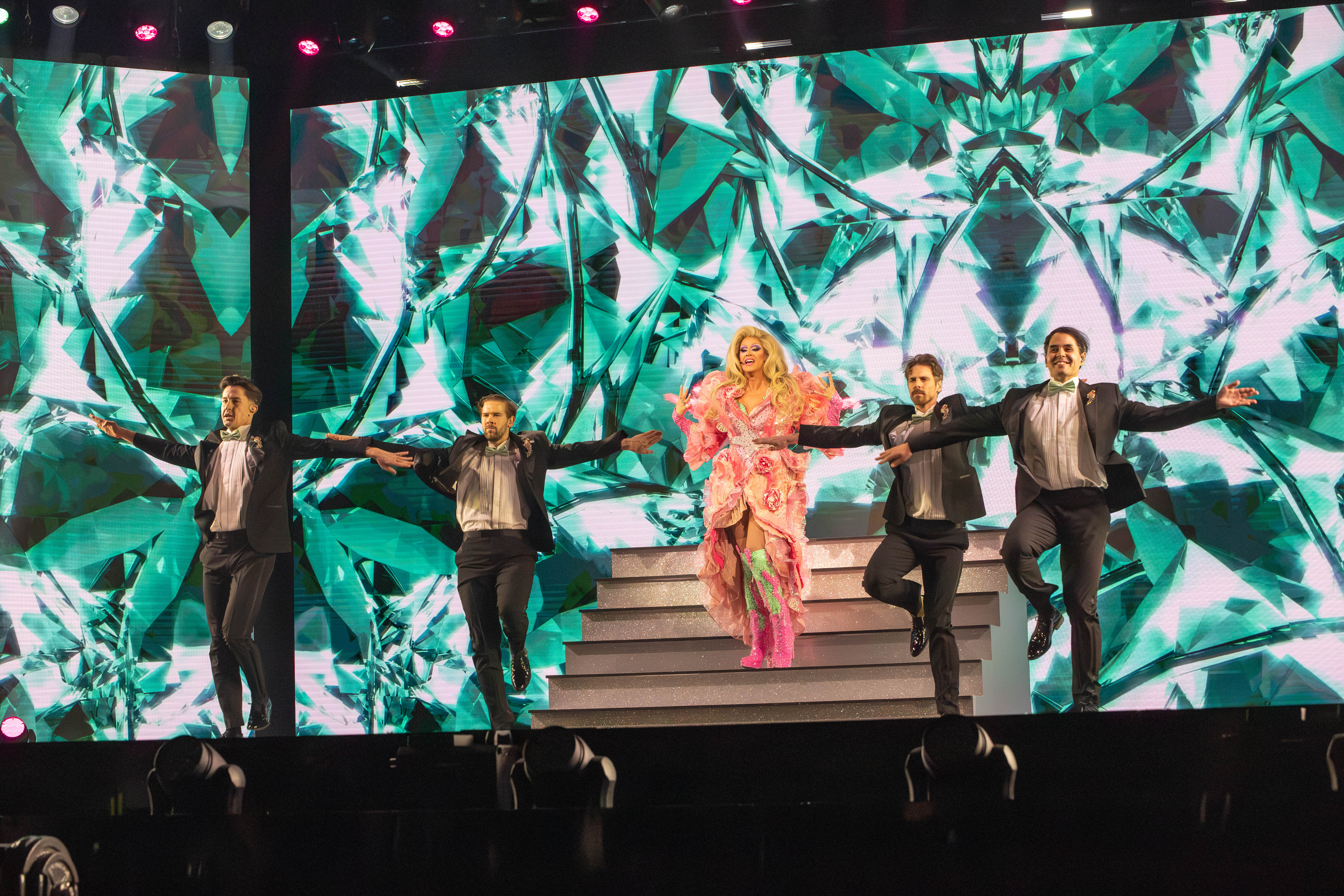
Elecktra interprétant Banne Maj.
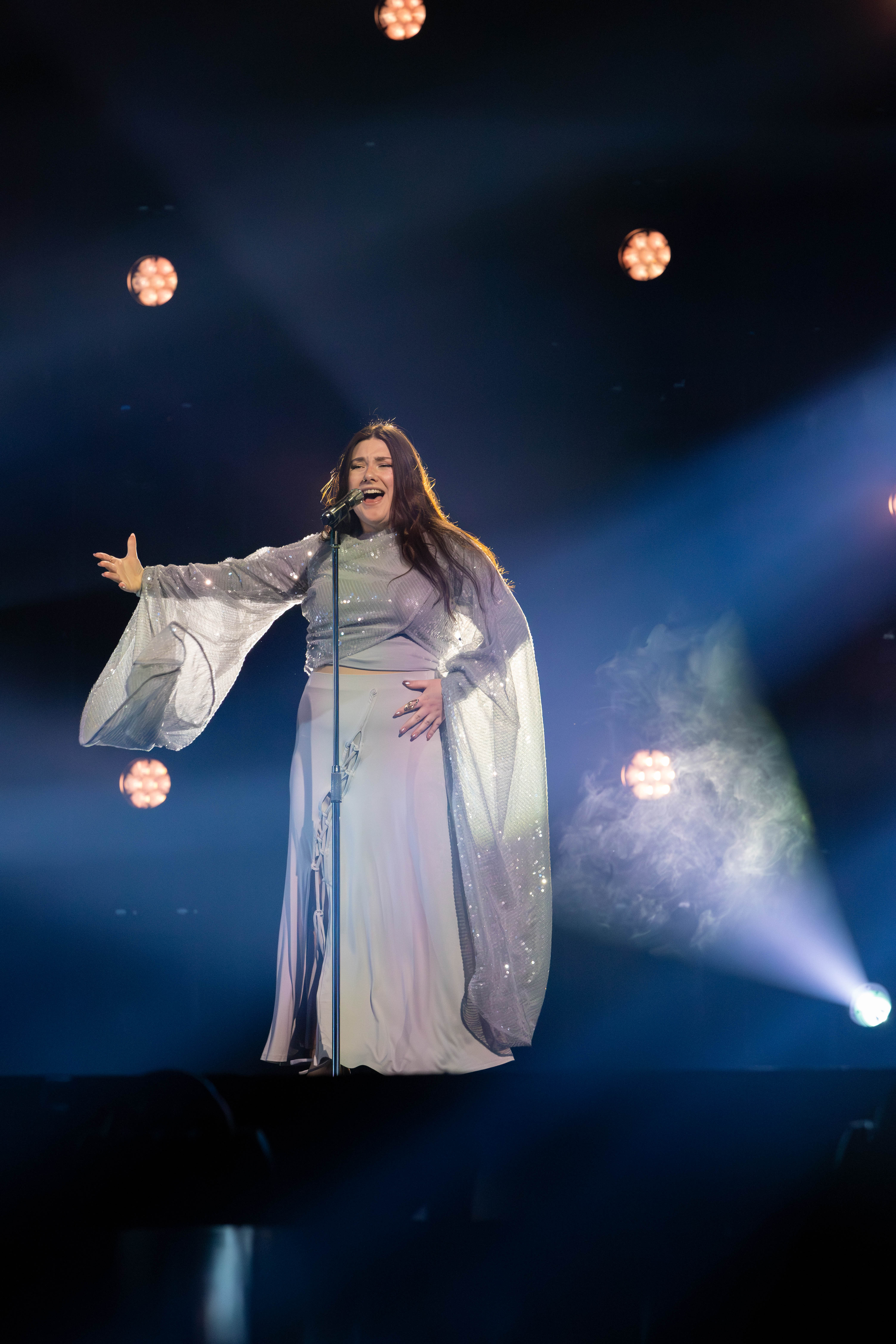
Annika Wickihalder interprétant Light.
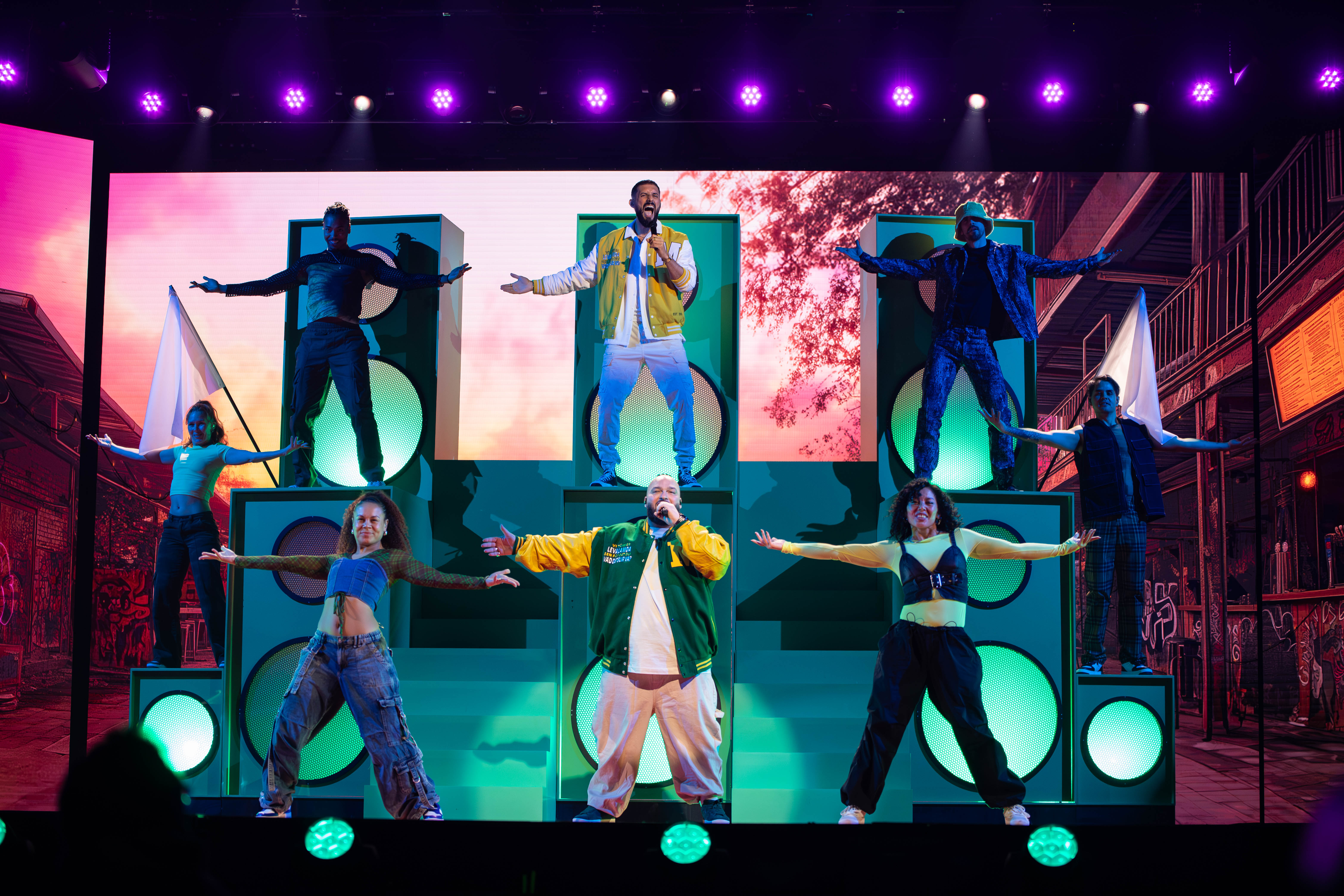
Medina interprétant Que Sera.

#### Repêchage
À la fin de la cinquième demi-finale, les chansons s'étant placés deuxièmes et troisièmes durant les demi-finales concurrent pour les deux dernières place de la finale. Au total, 2 000 points sont attribués. Les 1 000 premiers d'entre eux sont attribués proportionnellement au nombre de votes reçus par chaque concurrent en demi-finale. Les 1 000 autres points sont attribués proportionnellement au nombre de votes reçus par chaque concurrent pendant un dernier tour de vote ayant lieu au terme de la cinquième demi-finale. En cas d'égalité, c'est le nombre exact de votes reçus lors du tour de repêchage qui est pris en compte pour départager.
- Candidat repêché pour la finale

| #  | Artiste            | Chanson                       | Demi-finale | Demi-finale | Repêchage | Repêchage | Total | Place | Résultat |
| #  | Artiste            | Chanson                       | Votes       | Points      | Votes     | Points    | Total | Place | Résultat |
| -- | ------------------ | ----------------------------- | ----------- | ----------- | --------- | --------- | ----- | ----- | -------- |
| 11 | Elisa Lindström    | Forever Yours                 | 1 099 463   | 84          | 381 269   | 58        | 142   | 10    | Éliminée |
| 12 | Adam Woods         | Supernatural                  | 1 376 246   | 106         | 545 665   | 83        | 189   | 6     | Éliminé  |
| 13 | Dear Sara          | The Silence After You         | 1 718 062   | 103         | 435 793   | 66        | 169   | 8     | Éliminée |
| 14 | Fröken Snusk       | Unga & fria                   | 1 854 861   | 111         | 809 748   | 124       | 235   | 3     | Éliminée |
| 15 | Klaudy             | För dig                       | 1 370 989   | 86          | 508 044   | 78        | 164   | 9     | Éliminé  |
| 16 | Gunilla Persson    | I Won't Shake (La La Gunilla) | 1 616 001   | 101         | 741 004   | 113       | 214   | 5     | Éliminée |
| 17 | Albin Tingwall     | Done Getting Over You         | 1 510 054   | 96          | 581 259   | 89        | 185   | 7     | Éliminé  |
| 18 | Scarlet            | Circus X                      | 1 573 536   | 100         | 796 229   | 122       | 222   | 4     | Éliminés |
| 19 | Annika Wickihalder | Light                         | 1 810 080   | 107         | 906 864   | 138       | 245   | 1     | Repêchée |
| 20 | Jay Smith          | Back to My Roots              | 1 796 427   | 106         | 845 182   | 129       | 235   | 2     | Repêché  |

## Finale

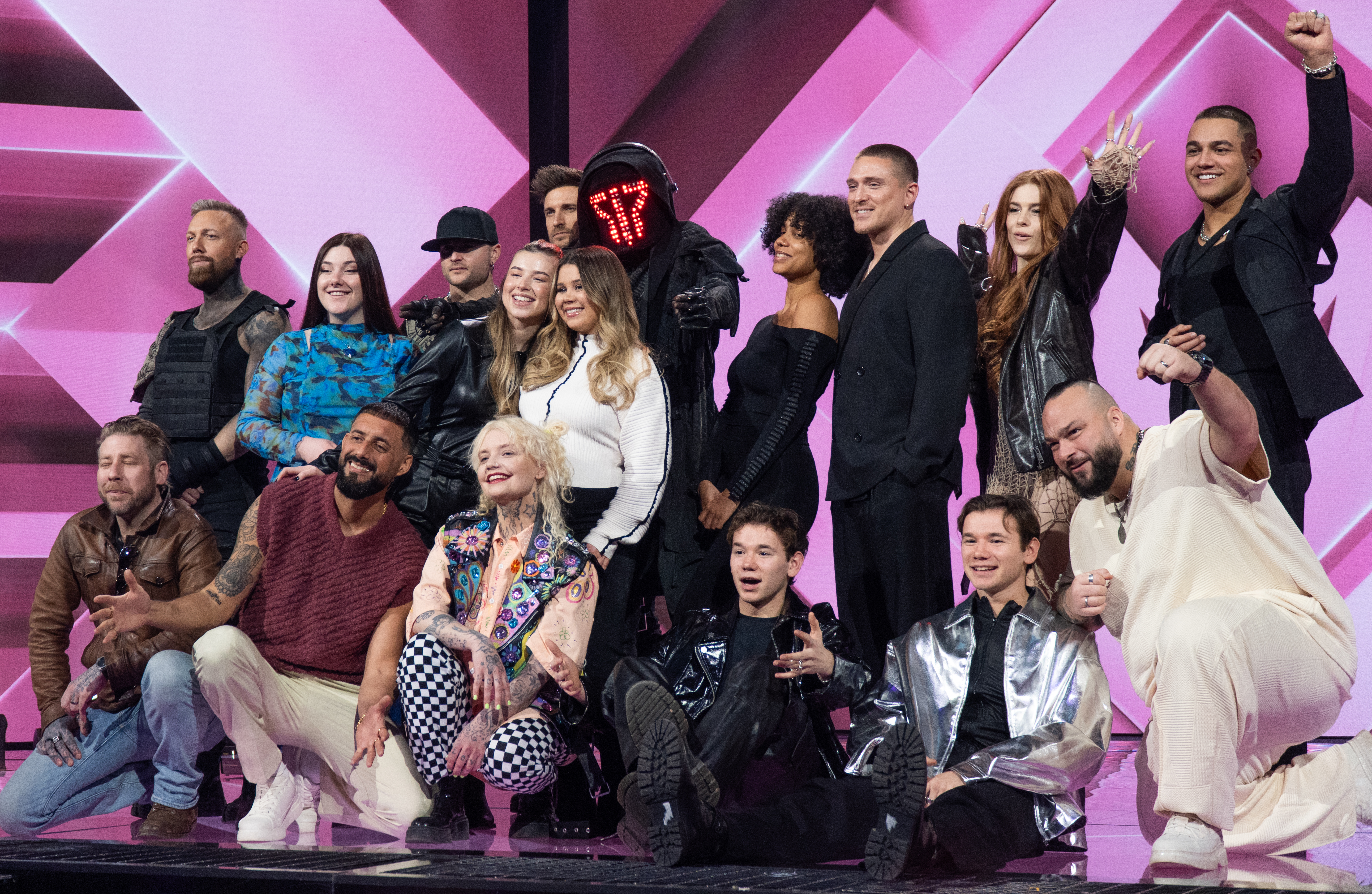
Les finalistes du Melodifestivalen 2024.

La finale de l'édition 2024 du Melodifestivalen a lieu le 9 mars 2024 en direct de la Friends Arena à Stockholm. Les douze artistes présents dans cette finale sont les dix artistes qui ont terminé premiers et deuxièmes de leur série et les deux qualifiés lors du vote de repêchage.
Pour désigner le vainqueur de la finale du concours, le système mis en place est celui du 50/50 avec 50 % des votes du jury (international) et 50 % des votes des téléspectateurs suédois.
- Premier
- Deuxième
- Troisième
- Dernier

| Détail du télévote | Détail du télévote                 | Détail du télévote | Détail du télévote | Détail du télévote | Détail du télévote | Détail du télévote | Détail du télévote | Détail du télévote | Détail du télévote | Détail du télévote |
| #                  | Chanson                            | Groupes d'âge      | Groupes d'âge      | Groupes d'âge      | Groupes d'âge      | Groupes d'âge      | Groupes d'âge      | Groupes d'âge      | Téléphone          | Total              |
| #                  | Chanson                            | 3-9                | 10-15              | 16-29              | 30-44              | 45-59              | 60-74              | 75+                | Téléphone          | Total              |
| ------------------ | ---------------------------------- | ------------------ | ------------------ | ------------------ | ------------------ | ------------------ | ------------------ | ------------------ | ------------------ | ------------------ |
| 1                  | When I'm Gone                      | 6                  | 8                  | 7                  | 4                  | 1                  | –                  | 8                  | 1                  | 35                 |
| 2                  | Back to My Roots                   | 3                  | –                  | 6                  | 5                  | 3                  | 4                  | –                  | 5                  | 26                 |
| 3                  | Awful Liar                         | 4                  | 5                  | 2                  | –                  | –                  | –                  | –                  | –                  | 11                 |
| 4                  | Heroes Are Calling                 | 10                 | 6                  | 5                  | 12                 | 10                 | 6                  | 2                  | 8                  | 59                 |
| 5                  | Give My Heart a Break              | 5                  | 2                  | –                  | 7                  | 6                  | 10                 | 5                  | 6                  | 41                 |
| 6                  | Light                              | –                  | 1                  | 4                  | 1                  | 2                  | 7                  | 6                  | 4                  | 25                 |
| 7                  | Unforgettable                      | 12                 | 12                 | 12                 | 8                  | 12                 | 12                 | 12                 | 12                 | 92                 |
| 8                  | It's Not Easy to Write a Love Song | 2                  | 4                  | –                  | –                  | –                  | 1                  | 1                  | –                  | 8                  |
| 9                  | Que sera                           | 8                  | 10                 | 10                 | 10                 | 7                  | 2                  | 7                  | 7                  | 61                 |
| 10                 | Dragon                             | 7                  | 7                  | 8                  | 6                  | 5                  | 5                  | 4                  | 3                  | 45                 |
| 11                 | Effortless                         | –                  | 3                  | 3                  | 3                  | 4                  | 3                  | 3                  | 2                  | 21                 |
| 12                 | Happy That You Found Me            | 1                  | –                  | 1                  | 2                  | 8                  | 8                  | 10                 | 10                 | 40                 |

| Détail du vote des jurys internationaux | Détail du vote des jurys internationaux | Détail du vote des jurys internationaux | Détail du vote des jurys internationaux | Détail du vote des jurys internationaux | Détail du vote des jurys internationaux | Détail du vote des jurys internationaux | Détail du vote des jurys internationaux | Détail du vote des jurys internationaux | Détail du vote des jurys internationaux | Détail du vote des jurys internationaux |
| # | Chanson                                 | Drapeau de la Belgique                  | Drapeau de l'Irlande                    | Drapeau de Malte                        | Drapeau de la Serbie                    | Drapeau de l'Australie                  | Drapeau de l'Islande                    | Drapeau de l'Allemagne                  | Drapeau de Chypre                       | Total                                   |
| --- | --------------------------------------- | --------------------------------------- | --------------------------------------- | --------------------------------------- | --------------------------------------- | --------------------------------------- | --------------------------------------- | --------------------------------------- | --------------------------------------- | --------------------------------------- |
| 1 | When I'm Gone                           | 4                                       | 1                                       | 4                                       | 8                                       | 10                                      | –                                       | 7                                       | 3                                       | 37                                      |
| 2 | Back to My Roots                        | 5                                       | 8                                       | –                                       | 4                                       | –                                       | 1                                       | 1                                       | 1                                       | 20                                      |
| 3 | Awful Liar                              | 2                                       | –                                       | –                                       | 6                                       | 3                                       | 4                                       | 3                                       | 8                                       | 26                                      |
| 4 | Heroes Are Calling                      | 6                                       | 7                                       | 5                                       | 2                                       | 1                                       | –                                       | 5                                       | 5                                       | 31                                      |
| 5 | Give My Heart a Break                   | 12                                      | 3                                       | 6                                       | 7                                       | 7                                       | 7                                       | –                                       | 4                                       | 46                                      |
| 6 | Light                                   | –                                       | 4                                       | 10                                      | 10                                      | –                                       | 6                                       | 8                                       | –                                       | 38                                      |
| 7 | Unforgettable                           | 8                                       | 5                                       | 12                                      | 12                                      | 12                                      | 12                                      | 12                                      | 12                                      | 85                                      |
| 8 | It's Not Easy to Write a Love Song      | 3                                       | 2                                       | 2                                       | –                                       | 8                                       | 3                                       | 6                                       | 2                                       | 26                                      |
| 9 | Que sera                                | 10                                      | 12                                      | 8                                       | 5                                       | 4                                       | 2                                       | 2                                       | –                                       | 43                                      |
| 10 | Dragon                                  | 1                                       | 6                                       | 7                                       | 3                                       | 2                                       | 5                                       | 4                                       | 10                                      | 38                                      |
| 11 | Effortless                              | 7                                       | –                                       | 1                                       | –                                       | 6                                       | 10                                      | 10                                      | 6                                       | 40                                      |
| 12 | Happy That You Found Me                 | –                                       | 10                                      | 3                                       | 1                                       | 5                                       | 8                                       | –                                       | 7                                       | 34                                      |
| Jurys internationaux |                                         |                                         |                                         |                                         |                                         |                                         |                                         |                                         |                                         |                                         |
| - - Birgit Simal - - Neil Doherty - - Gordon Bonello - - Ivan Simonović - - Danny Estrin - - Felix Bergsson - - Alina Stiegler - - Evi Papamichael |                                         |                                         |                                         |                                         |                                         |                                         |                                         |                                         |                                         |                                         |

| #  | Artiste            | Chanson                            | Jurys | Téléphone et SMS | Téléphone et SMS | Total | Place |
| #  | Artiste            | Chanson                            | Jurys | Voix             | Points           | Total | Place |
| -- | ------------------ | ---------------------------------- | ----- | ---------------- | ---------------- | ----- | ----- |
| 1  | Maria Sur          | When I'm Gone                      | 37    | 2 239 255        | 35               | 72    | 7     |
| 2  | Jay Smith          | Back to My Roots                   | 20    | 1 997 809        | 26               | 46    | 10    |
| 3  | Lisa Ajax          | Awful Liar                         | 26    | 1 754 949        | 11               | 37    | 11    |
| 4  | Smash Into Pieces  | Heroes Are Calling                 | 31    | 2 688 509        | 59               | 90    | 3     |
| 5  | Cazzi Opeia        | Give My Heart a Break              | 46    | 2 042 843        | 41               | 87    | 4     |
| 6  | Annika Wickihalder | Light                              | 38    | 1 852 595        | 25               | 63    | 8     |
| 7  | Marcus & Martinus  | Unforgettable                      | 85    | 3 186 801        | 92               | 177   | 1     |
| 8  | Dotter             | It's Not Easy to Write a Love Song | 26    | 1 633 089        | 8                | 34    | 12    |
| 9  | Medina             | Que sera                           | 43    | 2 894 693        | 61               | 104   | 2     |
| 10 | Liamoo             | Dragon                             | 38    | 2 486 029        | 45               | 83    | 5     |
| 11 | Jacqline           | Effortless                         | 40    | 1 930 548        | 21               | 61    | 9     |
| 12 | Danny Saucedo      | Happy That You Found Me            | 34    | 1 890 517        | 40               | 74    | 6     |

Le duo norvégien Marcus & Martinus remporte donc la soixante-troisième édition du Melodifestivalen, avec la chanson Unforgettable. C'est la première fois que le Festival est remporté par des artistes étrangers,.

## À l'Eurovision
La Suède, en tant que pays hôte et tenant du titre, est qualifiée d'office pour la finale du samedi 11 mai 2024. Marcus & Martinus présentent cependant leur chanson Unforgettable lors de la première demi-finale, le mardi 7 mai, où le public suédois a également le droit de vote.
Lors de la finale, la Suède est le premier pays à présenter sa chanson. Marcus & Martinus finissent neuvièmes, avec un total de 174 points (125 du jury – dont les douze points de l'Allemagne – et 49 du public). La Norvège, pays d'origine des jumeaux, leur attribue 3 points du jury et 10 du public,. 
Le jury suédois est cette année composé de Robin Bengtsson, Boris René, Henrik Olsson, Elin Trogen et Ellen Berg. C'est Frans Jeppsson-Wall, représentant du pays en 2016, qui annonce les résultats de leurs votes lors de la finale.
Les trois soirées sont retransmises sur SVT1, et sont commentées par Edward af Sillén et Tina Mehrafzoon.

Les deux demi-finales sont regardées par respectivement 1 081 000 et 1 358 000 téléspectateurs. La finale réunit 2 318 000 personnes à travers le pays.